# Yosemite-Nationalpark
Der Yosemite-Nationalpark [joʊˈsɛməti] ist ein Nationalpark in den Vereinigten Staaten. Er liegt in Kalifornien, etwa 300 Kilometer östlich von San Francisco. Der Park erstreckt sich über 3081 Quadratkilometer entlang der westlichen Hänge der Sierra Nevada. Jährlich zieht der Yosemite-Nationalpark vier Millionen Besucher an, von denen ein Großteil lediglich den zentralen Teil des Parks, das Yosemite Valley, besichtigt.
Das Gebiet des heutigen Parks war das erste, das von der Bundesregierung der Vereinigten Staaten offiziell als Park eingeplant war. Der Park wurde 1864 auf der Grundlage des kalifornischen Rechts geschaffen und 1890 von der Bundesregierung übernommen. Er ist der drittälteste Nationalpark der USA und weltweit. Im Jahr 1984 wurde er zum UNESCO-Weltnaturerbe erklärt, da seine beeindruckenden Felsen aus Granit, seine Wasserfälle und klaren Bäche, die Haine von Riesenmammutbäumen und seine Artenvielfalt weltweit bekannt sind.
Der Park stellt einen der größten und am wenigsten fragmentierten Lebensräume der Sierra Nevada dar, der eine Fülle von Pflanzen und Tieren beheimatet. Er liegt in einer Höhe von 600 bis fast 4000 Metern ü. NN, in ihm befinden sich höhenbedingt fünf verschiedene Ökosysteme. Von den 7000 in Kalifornien beheimateten Pflanzenarten sind etwa 50 Prozent in der Sierra Nevada zu finden, wobei mehr als 20 Prozent innerhalb der Parkfläche angesiedelt sind. Für mehr als 160 seltene Pflanzenarten bietet der Park den passenden Lebensraum, mit wenig lokaler geologischer Formation und einzigartigen Böden, die bezeichnend sind für die eingeschränkten räumlichen Verhältnisse, denen sich diese Pflanzen anpassen müssen.

## Etymologie
Von den Miwoks, die in der Nähe des Yosemite Valley lebten, wurde der dort lebende Stamm als Yohe'meti bzw. in einem anderen Dialekt als Yosemi'te („diejenigen, die töten“) bezeichnet. Die im Tal lebenden Indianer stammen im Wesentlichen von den Paiute der Sierra Nevada ab. Sie nannten sich selber Ah-wah-ne-chee, Bewohner des Dorfes Ahwahnee, einer indianischen Siedlung in der Nähe des heutigen Yosemite Village.

## Geographie
Der Yosemite-Nationalpark liegt im zentralen Hochgebirge Sierra Nevada in Kalifornien. Die Anfahrt von San Francisco aus dauert etwa vier Stunden, von Los Angeles aus rund sechs Stunden. Der Park ist von Wilderness Areas umgeben, der Ansel Adams Wilderness im Südwesten, der Hoover Wilderness im Nordosten und der Emigrant Wilderness im Norden. 94 Prozent der Parkfläche (das Backcountry ohne das Yosemite Valley und das unmittelbare Umfeld der Straßen) sind seit 1984 als Yosemite Wilderness ausgewiesen.
Der 3081 Quadratkilometer umfassende Park besitzt viele Seen und Teiche, 2600 Kilometer Flüsse, 1300 Kilometer Wanderwege und 560 Kilometer Straßen. Zwei landschaftlich schöne Flüsse, der Merced und Tuolumne, entspringen an den Parkgrenzen und fließen westwärts in das California Central Valley.

## Geologie

Panorama-Blick vom Glacier Point über das Yosemite Valley (2013)

Die Geologie des Yosemite-Nationalparks zeichnet sich durch Granit und Überreste älteren Gesteins aus. Vor über zehn Millionen Jahren wurde die Sierra Nevada bei der Faltung in die Höhe gedrückt. Sie neigte sich schließlich und bildete die weniger steil abfallenden Westabhänge und die steilen Ostabhänge. Durch die Anhebung bildeten sich aus den Strömen und Flussbetten tiefe, enge Canyons. Während der Eiszeiten entstanden in den höheren Lagen Gletscher, die sich bis in die Flusstäler erstreckten. Die Eisschicht im Yosemite Valley während der Eiszeiten wird auf eine Mächtigkeit von bis zu 1200 Metern geschätzt. Die Bewegung der Eismassen höhlte das Tal zu einem U-förmigen Trogtal aus.

### Tektonische und vulkanische Aktivität

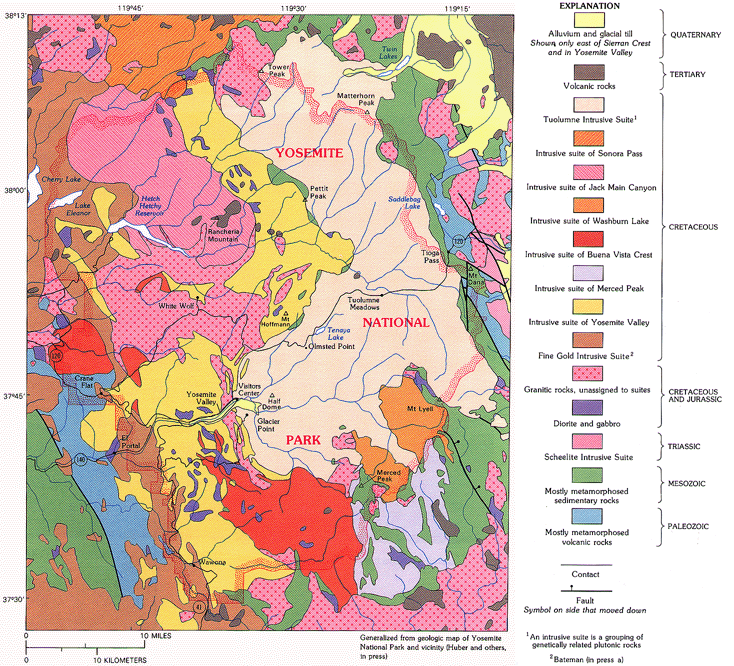
Geologische Karte des Yosemite-Nationalparks

Während des Kambriums und des frühen Paläozoikums erstreckte sich der Park entlang des passiven Kontinentalrandes. Sedimente waren kontinentalen Ursprungs und wurden ins Flachwasser abgetragen. Im Zuge einer Metamorphose unterlagen diese abgetragenen Gesteine großen Veränderungen.
Die durch das Abtauchen der Farallon-Platte unter die Nordamerikanische Platte entstandene Hitze führte während des späten Devons und jüngeren Perms zur Entstehung von Inselbogen-Vulkanen an der westlichen Küste Nordamerikas. Durch Vulkanismus im Jura wurden diese Gesteine wahrscheinlich mit Magma bedeckt, wobei die magmatische Aktivität mit den Anfangsphasen der Entstehung des Sierra-Nevada-Batholiths zusammenhing. Etwa 95 Prozent dieser Gesteine wurden schließlich durch Erosion abgetragen.
Die erste Phase des Plutonismus begann vor 210 Millionen Jahren in der späten Trias und dauerte bis vor 150 Millionen Jahren an. Etwa zur gleichen Zeit entstand die Nevada-Gebirgskette mit einer Höhe von 4500 Metern. Auch dies trug zur Entstehung des Sierra-Nevada-Batholiths bei; die daraus resultierenden Gesteine ähnelten Granitgesteinen und lagen etwa zehn Kilometer unter der Erdoberfläche. Die zweitgrößte Phase der Plutoneinlagerung fand während der Kreidezeit vor rund 120 bis 80 Millionen Jahren statt.
Vor 20 Millionen Jahren, im Känozoikum, brachen Vulkane einer heute inaktiven Verlängerung der Kaskadenkette aus, dieser Prozess dauerte bis vor etwa fünf Millionen Jahren an. Dadurch wurden große Mengen magmatischer Materialien hervorgebracht. Diese magmatischen Rückstände bedeckten die Gegend nördlich der Yosemite-Region. Östlich der heutigen Parkgrenzen, in den Gebieten des Mono Lake und Long Valley, dauert die Vulkanaktivität immer noch an (Mono-Inyo Craters und Long Valley Caldera).

### Anhebung und Erosion
Vor etwa zehn Millionen Jahren wurde durch vertikale Bewegungen entlang der Sierraverwerfung die Sierra Nevada angehoben. Die spätere Abtragung des Sierra-Blocks und die Anhebung der Sierra Nevada erhöhten den Neigungsgrad der westlich verlaufenden Strömungen. Daraufhin flossen diese schneller und verkürzten somit die Täler (am auffälligsten ist dabei das Yosemite Valley). Weitere Anhebungen erfolgten, als sich große Verwerfungen in Richtung Osten ausbreiteten, besonders bei der Entstehung des Owens Valley. Ausgehend vom Basin and Range wurden diese Kräfte ausgedehnt. Während des Pleistozän vor etwa zwei Millionen Jahren wurde die Sierra nochmals angehoben.
Diese Anhebungen und die Erosion setzten in der Gegend Granitgestein bis zur Erdoberfläche frei, wodurch Abblätterungen (verantwortlich für die runde Form von vielen Kuppeln) und Verfallserscheinungen entlang der zahlreichen durchbrochenen Ebenen (Bruchstellen, besonders vertikale) in die heutigen erstarrten Plutone übergingen. Im Pleistozän entstandene Gletscher beschleunigten diesen Vorgang noch und die größeren Gletscher transportierten den entstandenen Gesteinsschutt aus dem Yosemite Valley.
Zahlreiche vertikale Ebenen waren ein Grund dafür, ob und mit welcher Geschwindigkeit es zu Erosionen kam. Die meisten dieser langen, in geraden Linien verlaufenden und sehr tiefen Bruchstellen richteten sich nordöstlich oder nordwestlich aus und formten parallele Sets in gleichmäßigen Abständen. Sie entstanden durch den Druck der Anhebungen und durch Abfallen des Deckgebirges aufgrund von Erosionen.

### Gletscherbildung

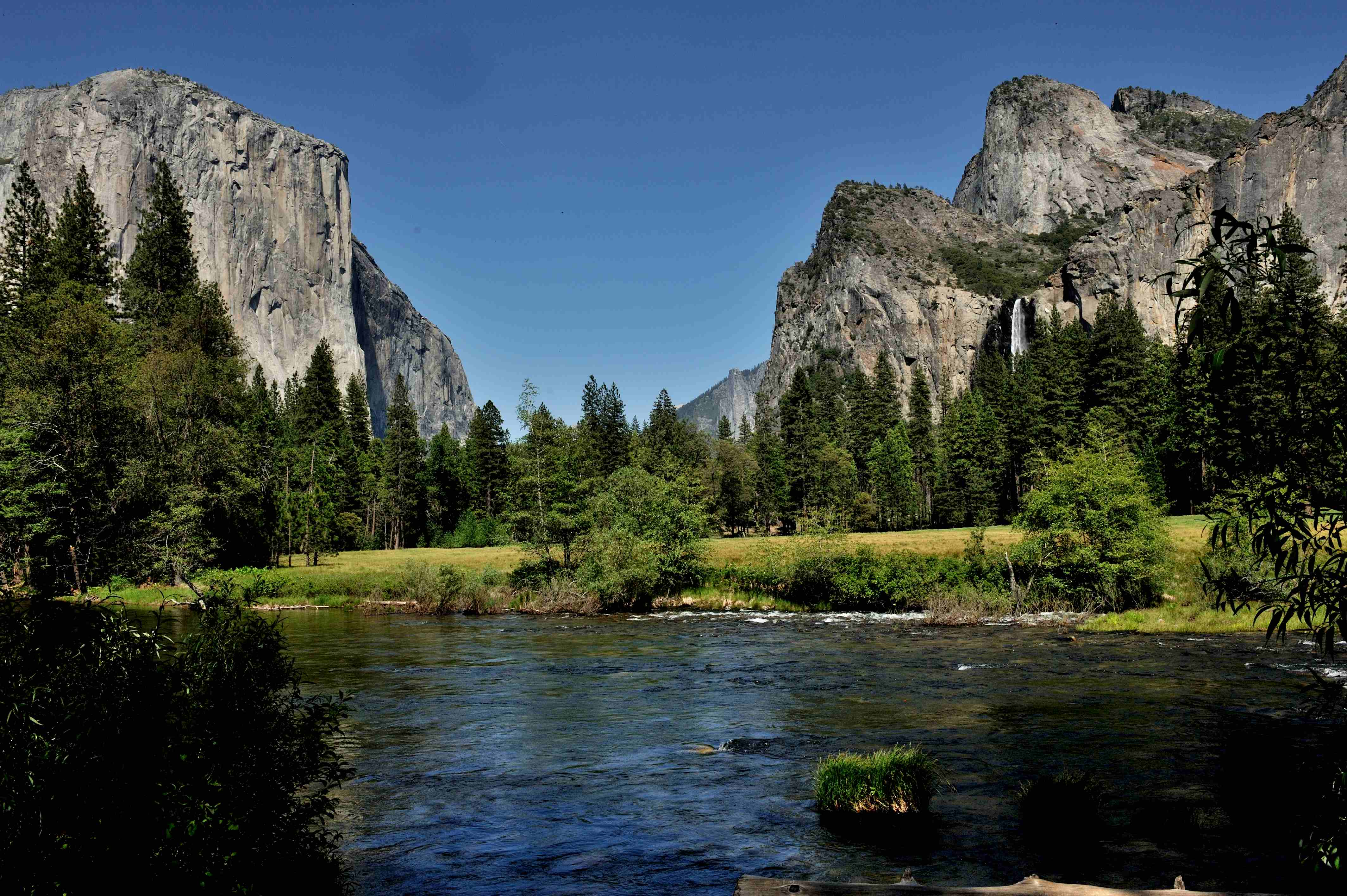
Das Trogtal

Vergletscherungen veränderten und prägten die Region vor etwa zwei bis drei Millionen Jahren und endeten vor etwa 10.000 Jahren. Mindestens vier große Vergletscherungen ereigneten sich in der Sierra Nevada, die vor Ort unter den Namen Sherwin (auch pre-Tahoe genannt), Tahoe, Tenaya und Tioga bekannt sind. Die Sherwin-Gletscher gehörten zu den größten Gletschern, die sich zu diesem Zeitpunkt im Yosemite Valley befanden, während spätere Stufen weit kleinere Gletscher hervorbrachten. Sherwingletscher waren für die Aushöhlungen und Gestaltungen des Yosemite Valleys und der anderen Canyons verantwortlich.
Die Gletscherformationen erreichten eine Tiefe von bis zu 1200 Metern und hinterließen ihre Spuren im Yosemite-Nationalpark. Der längste Gletscher im Park erstreckte sich über 95 Kilometer bis zum Canyon des Tuolumne River und vorbei an Hetch Hetchy Valley. Der Merced-Gletscher trat aus dem Yosemite Valley aus und mündete im Merced River Gorge. Der Lee-Vining-Gletscher höhlte den Lee Vining Canyon aus und endete im Lake Russel (heute Mono Lake). Nur die höchsten Bergspitzen, wie die des Mount Dana und Mount Conness, wurden nicht von Gletschern bedeckt. Sich zurückbewegende Gletscher hinterließen oft Schuttablagerungen, die Seen wie den 8,9 Kilometer langen Lake Yosemite aufstauten. Der Lake Yosemite ist ein flacher See, der periodisch große Teile des Bodens des Yosemite Valley bedeckte.

### Gesteinsarten und Erosion

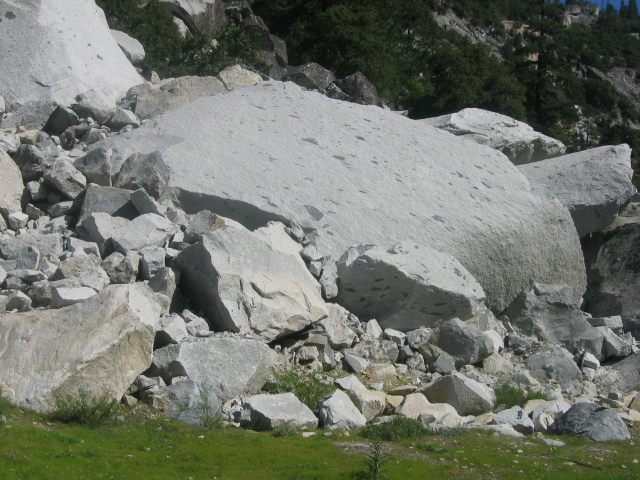
Granitfelsen

Fast alle Landschaftsformen im Gebiet des Parks stammen vom Granit des Sierra-Nevada-Batholith. Mit dem Begriff Batholith wird ein Pluton bezeichnet, dessen Ausmaß ungewöhnlich groß ist und der meist aus mehreren Intrusionen magmatischen Gesteines ähnlicher Zusammensetzung und Alters besteht. Etwa fünf Prozent des Parks, hauptsächlich an seinem östlichen Rand nahe dem Mount Dana gelegen, besteht aus durch Metamorphose verändertem vulkanischem und sedimentärem Gestein. Erosionen, die auf verschiedene Arten auf die durch Anhebung entstandenen Verwerfungen einwirken, gelten als Auslöser für die Entstehung von Tälern, Canyons, Kuppeln und anderen Formen, die das heutige Landschaftsbild prägen.
Säulen- und pfeilerartige Berge wie der Washington Column und der Lost Arrow kommen durch Querfugen zustande. Durch Erosionen, die auf große Verwerfungen einwirken, entstehen Täler und später Canyons. Die stärkste Abtragung innerhalb der letzten Millionen Jahre kam durch große alpine Gletscher zustande, welche die zu Beginn V-förmigen, durch Wasser gegrabenen Täler zu U-förmigen, durch Gletscher gegrabenen Canyons werden ließen. Beispiele für diese Entwicklung sind im Yosemite Valley und Hetch Valley zu finden. Aufgrund der Verwitterung des Granitgesteins durch die Tendenz von Kristallen, sich in plutonischem Gestein an der Oberfläche auszudehnen, entstanden Kuppeln wie der Half Dome und der North Dome. Außerdem konnten gewölbte Steinbögen entstehen, wie zum Beispiel bei den Royal Arches.

### Wasser und Eis

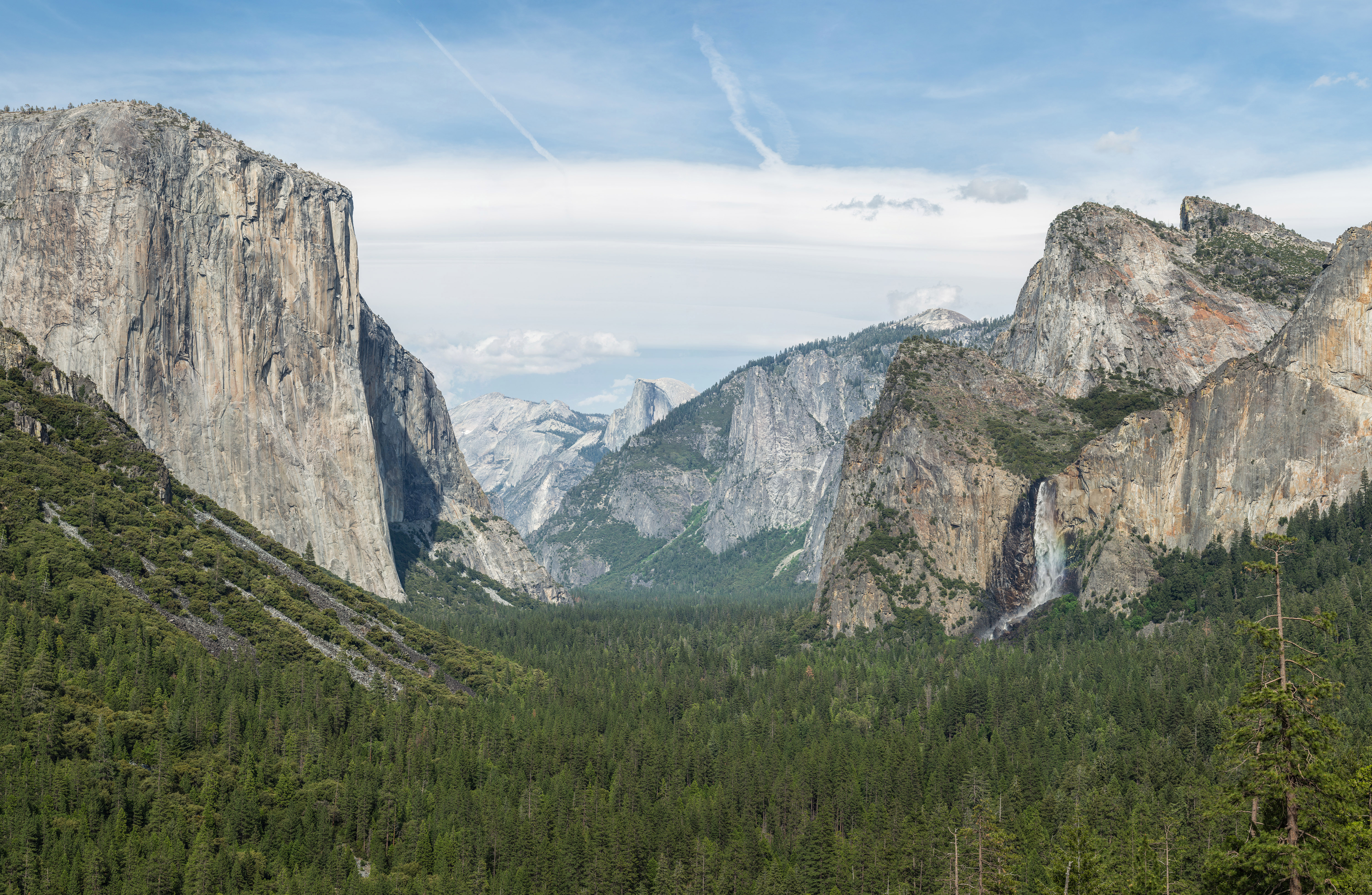
Yosemite Valley

Die Flüsse Tuolumne River und Merced River entspringen am Sierra Nevada-Kamm und fließen in Richtung Yosemite Valley, in welches sie 900 bis 1200 Meter tiefe Täler eingeschnitten haben. Der Tuolumne River fließt durch den gesamten Nordteil des Parks mit einem Einzugsgebiet von 1760 Quadratkilometern. Der Merced River hat seinen Ursprung im Süden des Parks in den Cathedral Ranges und Clark Ranges und hat ein Einzugsgebiet von 1320 Quadratkilometern.
Hydrologische und glaziale Prozesse wie das Eiszeitalter, Hochwasser und durch Flüsse bedingte Prozesse haben entscheidend zur Bildung der Landschaftsgestalt des Parks beigetragen. Im Park befinden sich 3200 natürliche Seen, zwei Stauseen und größere fließende Gewässer mit einer Gesamtlänge von über 2700 Kilometern. Feuchtgebiete gibt es innerhalb des Parks immer wieder in Randgebieten im Tal. Sie sind oft flussartig mit nahegelegenen Seen und Flüssen durch saisonales Hochwasser verbunden. Bei den Wiesenlandschaften, die sich auf Höhen von 900 bis 3500 Metern befinden, handelt es sich generell um Feuchtgebiete, ebenso wie beim Auwald, der sich an den Ufern der zahlreichen Flüsse erstreckt.
Alle im Park vorkommenden Gletscher sind relativ klein und befinden sich meist vollständig in schattigen Gegenden, wie den nach Norden und Nordosten zugewandten Karen. Der Lyell Glacier ist der größte Gletscher sowohl des Parks als auch der gesamten Sierra Nevada und erstreckt sich über eine Fläche von 65 Hektar. Keiner der Gletscher im Yosemite-Nationalpark ist ein Überrest der bedeutend größeren Gletscher aus der Eiszeit, welche die gesamte Landschaft in ihre heutige Form brachten. Die heutigen Gletscher bildeten sich während einer der neoglazialen Episoden, die seit Ende der Eiszeit aufgetreten sind (eine dieser Episoden ist die sogenannte Kleine Eiszeit). Die globale Erwärmung hat dazu geführt, dass die Gletscher weltweit kleiner und weniger werden. Viele Gletscher im Park sind verschwunden und andere schrumpften um bis zu 75 Prozent ihrer Oberfläche. Davon betroffen ist auch der Merced Glacier, den John Muir 1871 entdeckte und der seine Theorie zur Gletscherbildung im Yosemite-Tal stützte.

## Klima
Der Yosemite-Nationalpark liegt im Bereich des subtropischen Winterregenklimas mit Hauptniederschlägen während des milden Winterwetters, wobei in den anderen Jahreszeiten wenig Regen fällt. Weniger als drei Prozent des jährlichen Niederschlages fallen während der langen und heißen Sommermonate. Durch die orografische Hebung der Luft beim Hinaufströmen auf das Gebirge erhöht sich der Niederschlag mit steigender Höhe bis 2400 Meter. Danach sinkt die Niederschlagsmenge bis zum Gipfel langsam wieder. Die durchschnittlichen Jahresniederschlagsmengen liegen zwischen 915 Millimeter auf 1200 Meter und 1200 Millimeter auf 2600 Meter Höhe. Der Schnee bleibt im Hochland gewöhnlich nicht vor November liegen und sammelt sich dann bis März oder April an.
Mit steigender Höhe sinkt die Temperatur. Die Tiefstwerte fallen jedoch moderat aus, da der Park lediglich etwa 160 Kilometer vom Pazifischen Ozean entfernt liegt. Ein Hochdruckgebiet von der Küste Kaliforniens schiebt im Sommer kühle Luftmassen in Richtung Sierra Nevada, was sich in klarer und trockener Luft für den Yosemite-Nationalpark auswirkt. Die durchschnittlichen Tagestemperaturen im Gebiet Tuolumne Meadows (2600 Meter Höhe) liegen bei −3,9 bis 11,5 °C über das Jahr hinweg. Am Südeingang bei Wawona auf einer Höhe von 1887 Metern liegen die Mittelwerte bei 2,2 °C und 19,4 °C. In den niedrigeren Höhen unterhalb von etwa 1500 Metern sind die Temperaturen im Durchschnitt höher. Im Yosemite Valley werden im Verlauf eines Jahres Tageshöchsttemperaturen von 7,8 bis 32,2 °C erreicht. In Höhen über circa 2500 Meter werden die Temperaturen an heißen und trockenen Sommertagen durch häufige Sommergewitter und Schnee, den es bis zum Juli geben kann, gemäßigt. Eine gefährliche Mischung aus verdorrter Vegetation, niedriger Luftfeuchtigkeit und Gewittern führt häufig zu durch Blitzeinschlag verursachten Bränden.

## Geschichte

### Die Ahwahneechee- und Mariposa-Kriege
Erste menschliche Besiedelung lässt sich vor rund 4000 Jahren nachweisen. Miwok und Paiute lebten in der Gegend, bevor die ersten weißen Siedler das Gebiet zu erkunden begannen. Die Ahwahneechee-Indianer lebten im Yosemite Valley, als die ersten Europäer dort eintrafen. Durch den kalifornischen Goldrausch in der Mitte des 19. Jahrhunderts kamen mehr und mehr Weiße in die Gegend. Major James Savage führte für die United States Army 1851 ein Bataillon gegen 200 Ahwahneechees unter Chief Tenaya an. Das Resultat des sogenannten Mariposa-Krieges war, dass die ersten Weißen im Yosemite Valley Einzug hielten. Dr. Lafayette Bunnell gehörte als Arzt der Einheit unter Savage an und berichtete später über seine ergreifenden Eindrücke in dem Buch The Discovery of Yosemite. Bunnell gab der Gegend den Namen Yosemite, da er davon ausging, dies sei der Name des Indianerstammes, gegen den gekämpft wurde. Von den Mitgliedern des Bataillons geschriebene Artikel und deren Briefverkehr trugen zur steigenden Beliebtheit des Yosemite Valley und seiner umliegenden Gebiete in Kreisen der Weißen bei. Tenaya und der Rest der Ahwahneechee wurden letztendlich gefangen genommen, ihr Dorf wurde verbrannt. Danach wurden sie in ein Indianerreservat nahe der kalifornischen Stadt Fresno abgeschoben. Einige von ihnen durften später in ihr Tal zurückkehren, doch sie bekamen dort Schwierigkeiten, als sie 1852 eine Gruppe von acht Bergarbeitern angriffen. Die Indianer flohen und suchten Schutz beim in der Nähe niedergelassenen Stamm der Mono. Doch nachdem die Ahwahneechee einige Pferde ihrer Gastgeber gestohlen hatten, wurden sie von den Mono getötet. In der Nähe des Yosemite-Valley-Besucherzentrums befindet sich heute die Nachbildung eines Ahwahneedorfes.

### Erste Touristen
Der Unternehmer James Mason Hutchings, der Künstler Thomas Ayres und zwei weitere Personen wagten sich 1855 in die Gegend und wurden die allerersten Touristen des Yosemite Valley. Hutchings veröffentlichte Artikel und Bücher über diese und spätere Exkursionen. Die von Ayres angefertigten Zeichnungen waren die ersten naturgetreuen Skizzen vieler bekannter Wahrzeichen. Der Fotograf Charles Leander Weed nahm 1859 die ersten Bilder der Sehenswürdigkeiten des Tals auf. Zu den späteren Fotografen zählte auch der berühmte amerikanische Fotograf Ansel Adams. Wawona war ein Lager der Indianer im südwestlichen Teil des heutigen Parks. Dort entdeckte der Siedler Galen Clark 1857 den Mariposa Grove mit Riesenmammutbäumen. Man baute daraufhin einfache Unterkünfte und Straßen in der Gegend. Im Jahr 1879 wurde das Wawona Hotel für Touristen eröffnet, die wegen des Mariposa Grove gekommen waren. Aufgrund des wachsenden Tourismus entstanden weitere Hotels und auch Wanderwege.

### Der Yosemite Grant
Projekte, den Naturschutz im Yosemite Valley und seiner Umgebung zu fördern, wurden von mehreren berühmten Persönlichkeiten unterstützt, da diese befürchteten, das kommerzielle Interesse an der Gegend könne negative Auswirkungen haben. Bewahrt werden sollte dabei, dem damaligen Naturschutzverständnis folgend, zunächst der visuelle Reiz und damit touristische Wert der ikonischen Landschaft. Die Erhaltung der Biodiversität war dabei lediglich ein Nebeneffekt. Das Gesetz zur Errichtung eines Parks wurde vom Senat und vom Repräsentantenhaus verabschiedet und mit der Unterzeichnung durch Abraham Lincoln am 30. Juni 1864 besiegelt. Dadurch entstand der Yosemite Grant. Das Yosemite Valley und der Mariposa Grove wurden an Kalifornien in Form eines staatlichen Parks abgetreten und zwei Jahre später wurde ein dafür zuständiger Ausschuss eingesetzt. Der Yosemite Grant gilt als Meilenstein in der Geschichte der amerikanischen Nationalparks, da er der Gründung des Yellowstone-Nationalparks vorausgeht, des offiziell ersten Nationalparks. Die Riesenmammutbäume sind Teil des Emblems des National Park Service und stehen für die besondere Bedeutung des Mariposa Grove in der Entwicklung der ersten Nationalparks.
Der Gouverneur von Kalifornien, F. F. Low, ernannte in seiner Proklamation vom 28. September 1864 die ersten acht Kommissionäre: Frederick Law Olmsted, J. D. Whitney, William Ashburner, I. W. Raymond, E. S. Holden, Alexander Deering, George W. Coulter, und Galen Clark. Galen Clark wurde von der zuständigen Kommission zum ersten Parkhüter bestimmt, jedoch hatten weder Clark noch seine Kommissionsmitglieder das Recht, die Anwohner auszuweisen, zu welchen auch der Unternehmer Hutchings zählte. Erst 1875 wurde das Problem gelöst, als die in der Region Ansässigen enteignet wurden. 1880 wurden Clark und die leitenden Kommissionsmitglieder entlassen und durch Hutchings als neuen Parkwächter ersetzt.

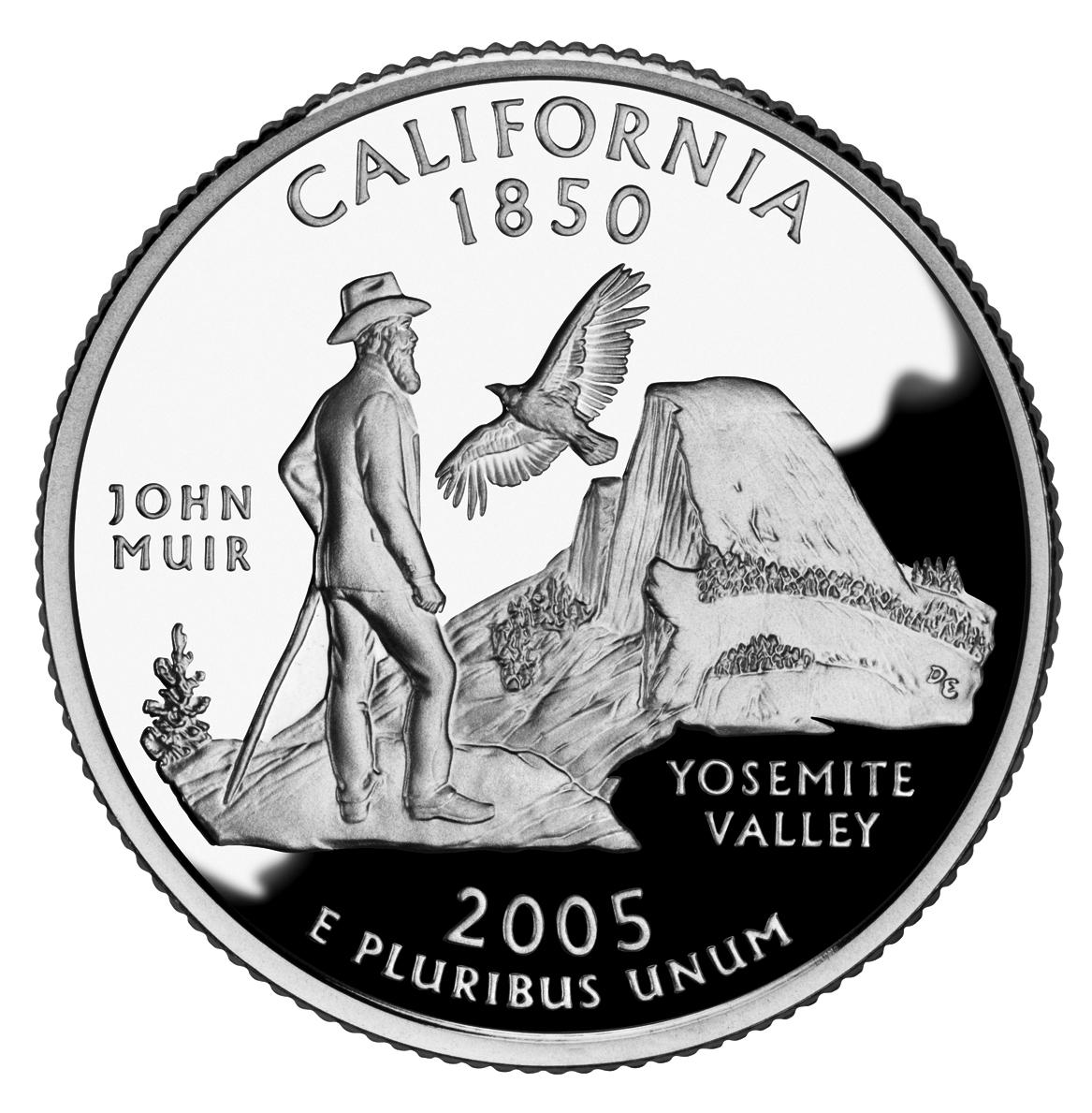
Rückseite eines kalifornischen Quarters (abgebildet: John Muir und das Yosemite Valley)

In den frühen Jahren der Entstehung wurde den Touristen der Zugang zum Park erleichtert und es wurden bessere Bedingungen für die Gäste hergestellt. Nach dem Bau der ersten Eisenbahnlinien, die 1869 fertiggestellt wurden, verzeichnete der Tourismus einen erheblichen Aufschwung. Allerdings schreckte der lange Ritt, der zurückgelegt werden musste, um in den Park zu gelangen, viele ab. Ab 1870 wurden drei für Postkutschen befahrbare Straßen gebaut, um der wachsenden Besucherzahl gerecht zu werden. Der in Schottland geborene, durch die Werke Alexander von Humboldts beeinflusste Geologe, Botaniker und Reiseschriftsteller John Muir war der Erste, der durch seine Schriften die Region bekannt machte und wissenschaftliches Interesse weckte. Muir arbeitete seit 1868 zunächst als Schäfer, später in einem Sägewerk in der Gegend. Er fand als einer der ersten Geologen heraus, dass die Landschaft des Parks durch große alpine Gletscher entstand. Damit stellte er die Theorien von anerkannten Geologen wie Josiah D. Whitney in Frage, der Muir für einen Amateur hielt. Muir verfasste auch wissenschaftliche Schriften über die Biologie der Gegend.

### Erhöhte Naturschutzmaßnahmen
Die Überweidung des Grünlandes vornehmlich durch Schafe, die Abholzung der Riesenmammutbäume und andere Schädigungen der Natur veranlassten Muir dazu, sich für weitere Naturschutzmaßnahmen einzusetzen. Er überzeugte prominente Persönlichkeiten von der Wichtigkeit seiner Idee, die Gegend unter staatlichen Schutz zu stellen. Einer dieser Prominenten war Robert Underwood Johnson, der Herausgeber des Century Magazine. Durch Johnson konnte Muir beim Kongress durchsetzen, dass am 1. Oktober 1890 der Yosemite-Nationalpark offiziell gegründet wurde. Der Staat Kalifornien behielt jedoch die Leitung über Yosemite Valley und den Mariposa Grove. Muir gelang es, die Verantwortlichen vor Ort zu überzeugen, die Überweidung vom Hochland des Parkes nahezu zu unterbinden. Für den neu eingerichteten Nationalpark wurde am 9. Mai 1891 die United States Army zuständig. Gegen Ende der 1890er-Jahre war die Überweidung durch Schafe kein Problempunkt mehr. Auch konnte das Militär viele weitere Erfolge verzeichnen, allerdings war die Kavallerie nicht in der Lage, den sich verschlechternden Zustand des Valleys und Groves aufzuhalten.
Die Interessen Muirs und seiner Umweltschutzorganisation Sierra Club wurden weiterhin durch die Regierung und einzelne einflussreiche Persönlichkeiten vertreten. Muir forderte einen vereinheitlichten Yosemite-Nationalpark. Im Mai 1903 schlug der damalige Präsident Theodore Roosevelt demonstrativ drei Tage lang ein Lager zusammen mit Muir nahe der Klippe Glacier Point auf. Bei dieser Gelegenheit konnte Muir Roosevelt davon überzeugen, die Verwaltung des Parks dem Staate Kalifornien zu entziehen und diese der Bundesregierung zu übertragen. Im Jahre 1906 wurde dies gesetzlich geregelt. Durch die Initiativen zum Schutz des Parks gilt Muir als National Parks Champion der USA.

### Jüngere Geschichte

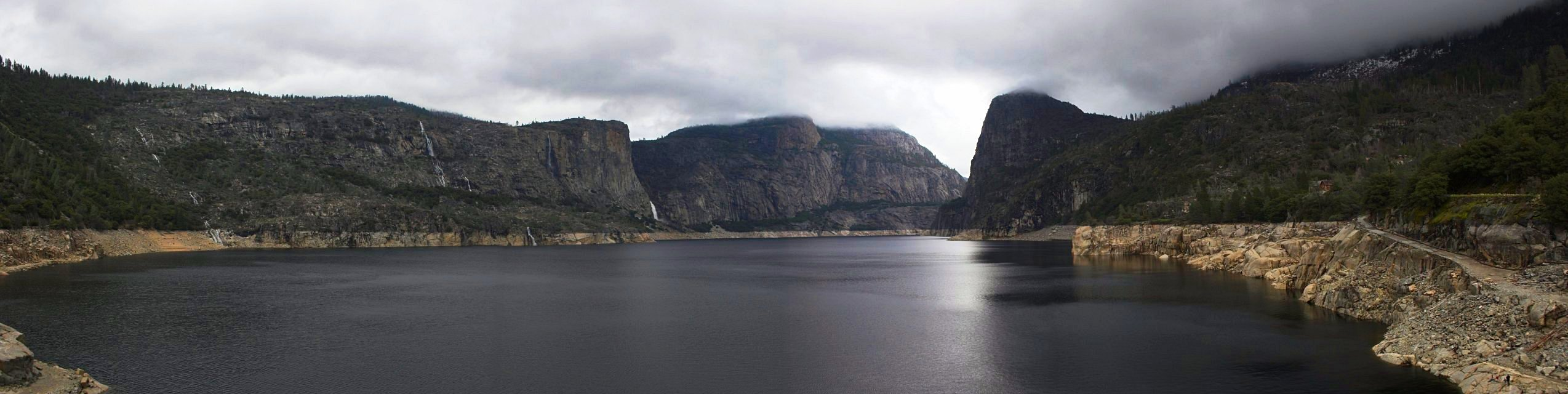
Das Hetch Hetchy Reservoir

1905 und 1906 wurden durch den Kongress der Vereinigten Staaten fast 30 % der Fläche des Parks aus dem geschützten Gebiet herausgenommen, um Forstwirtschaft und Bergbau zu erlauben. Zwischen 1914 und 1937, sowie erneut 2016 wurde das Schutzgebiet mehrfach um kleinere Flächen erweitert.
Der National Park Service (NPS) wurde 1916 gegründet, um die Verwaltung dieses und der anderen Parks zu übernehmen. Hotels, Campingplätze und Straßen wie die Tioga Pass Road wurden im selben Jahr erbaut. Der Park wurde immer zahlreicher von Besuchern mit Automobilen besucht, wodurch Schnellstraßen gebraucht wurden, die bei jedem Wetter befahrbar sein mussten. In den frühen 1920er Jahren konnte dank des Einsatzes von Ansel Frank Hall das Yosemite Museum gegründet werden. 1903 wurde der Vorschlag gemacht, dass im Hetch Hetchy Valley im Norden des Yosemite Valley ein Staudamm gebaut werden sollte, der bei Überschwemmungen als Wasserspeicher eingesetzt und zugleich zur Erzeugung von Wasserkraft für das weit entfernte San Francisco dienen sollte. Aus dieser Thematik entstanden bundesweite Debatten, wodurch der an der Erhaltung der Umwelt interessierte Muir und der Sierra Club mit Konservativen wie Gifford Pinchot aneinandergerieten. Der US-Kongress genehmigte 1913 schließlich den Bau des O’Shaughnessy-Dammes, aufgrund eines besonderen Gesetzes, dem Raker Act.
Bis heute konnten Umweltschützer den Kongress davon überzeugen, 2742 Quadratkilometer Fläche, etwa 89 Prozent der Gesamtfläche des Parks, als besonders weitgehend geschütztes Wilderness Area (Wildnisschutzgebiet) auszuweisen. Auch beim NPS will man künftig verhindern, dass der Park durch die Touristen geschädigt wird wie beim Firefall, als noch traditionsgemäß glühende Asche nachts von der Klippe des Glacier Point geworfen wurde. Zunehmende Staubildung auf den Straßen des Parks sind ein weiterer Problempunkt. Vorschläge, allen Fahrzeugen, die nicht den Besuchern eines der Hotels oder der Campingplätze gehören, die Einfahrt zu verbieten, werden derzeit geprüft. Dadurch wären allerdings all die Gäste, die im Sommer spontan einen Tagesausflug in den Park machen, gezwungen, mit einem Shuttlebus, dem Fahrrad oder zu Fuß die elf Kilometer lange Strecke zurückzulegen.
Die vom 22. Dezember 2018 bis zum 25. Januar 2019 geltende Haushaltssperre (Government Shutdown) der USA, nachdem sich Präsident Donald Trump und der Kongress nicht über einen US-Haushalt wegen der von Trump geforderten Finanzierung einer Betongrenzmauer an der Grenze zu Mexiko einigen konnten, führte zu massiven Auswirkungen auf den Nationalpark, wie auf die anderen US-Nationalparks. Wegen der Haushaltssperre wurde das Personal nicht mehr bezahlt und keinerlei Management durchgeführt. Die Toilettenanlagen wurden geschlossen und Müll nicht abgefahren. Wegen Fäkalien und Urin entlang der Straßen kam es zur Schließung von Camping- und Rastplätzen. Da für die Parkbesuche kein Eintritt gezahlt werden musste, kam es trotzdem zum Anstieg der Besucherzahlen.

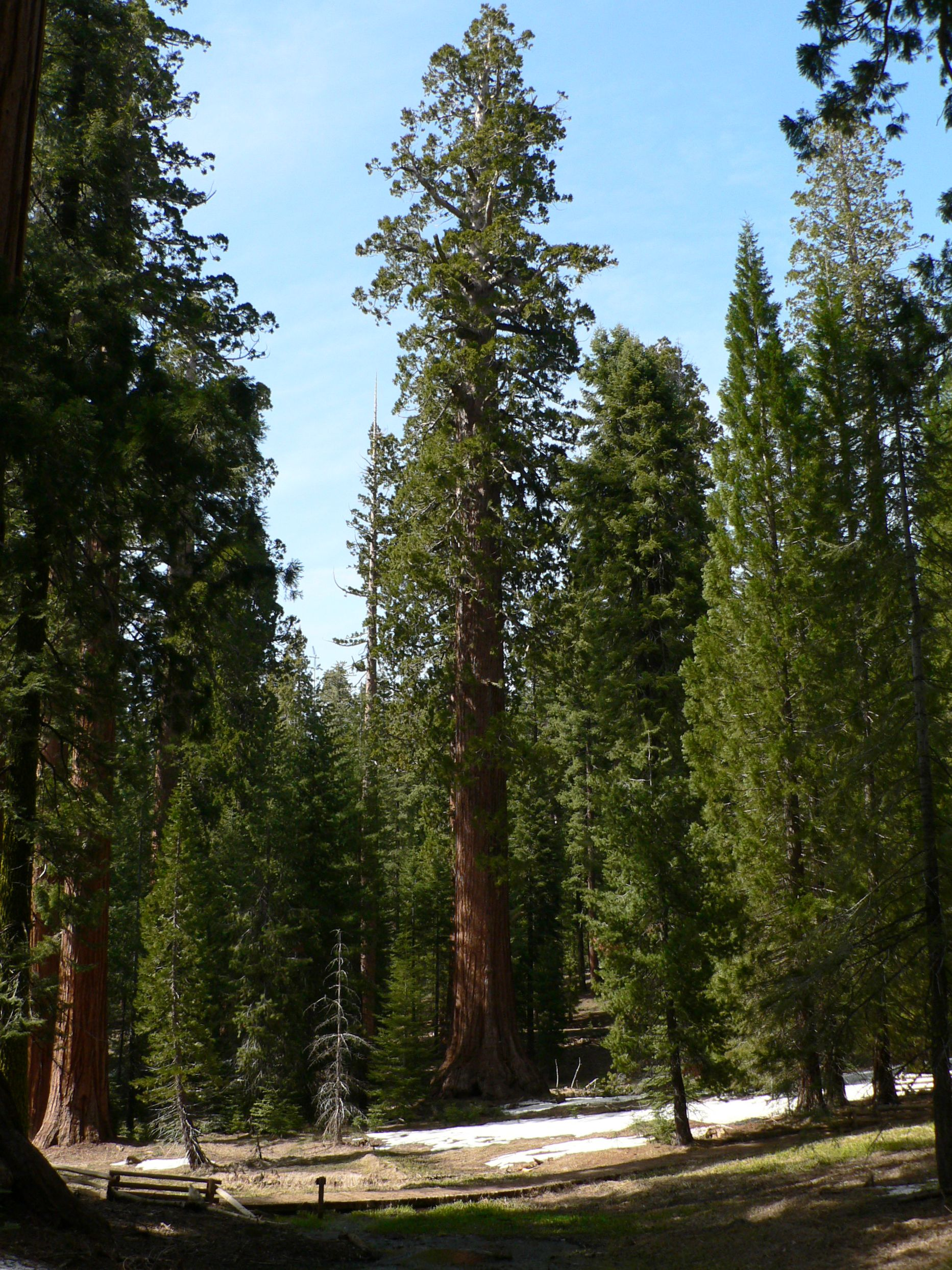
Riesenmammutbaum (Sequoiadendron giganteum)

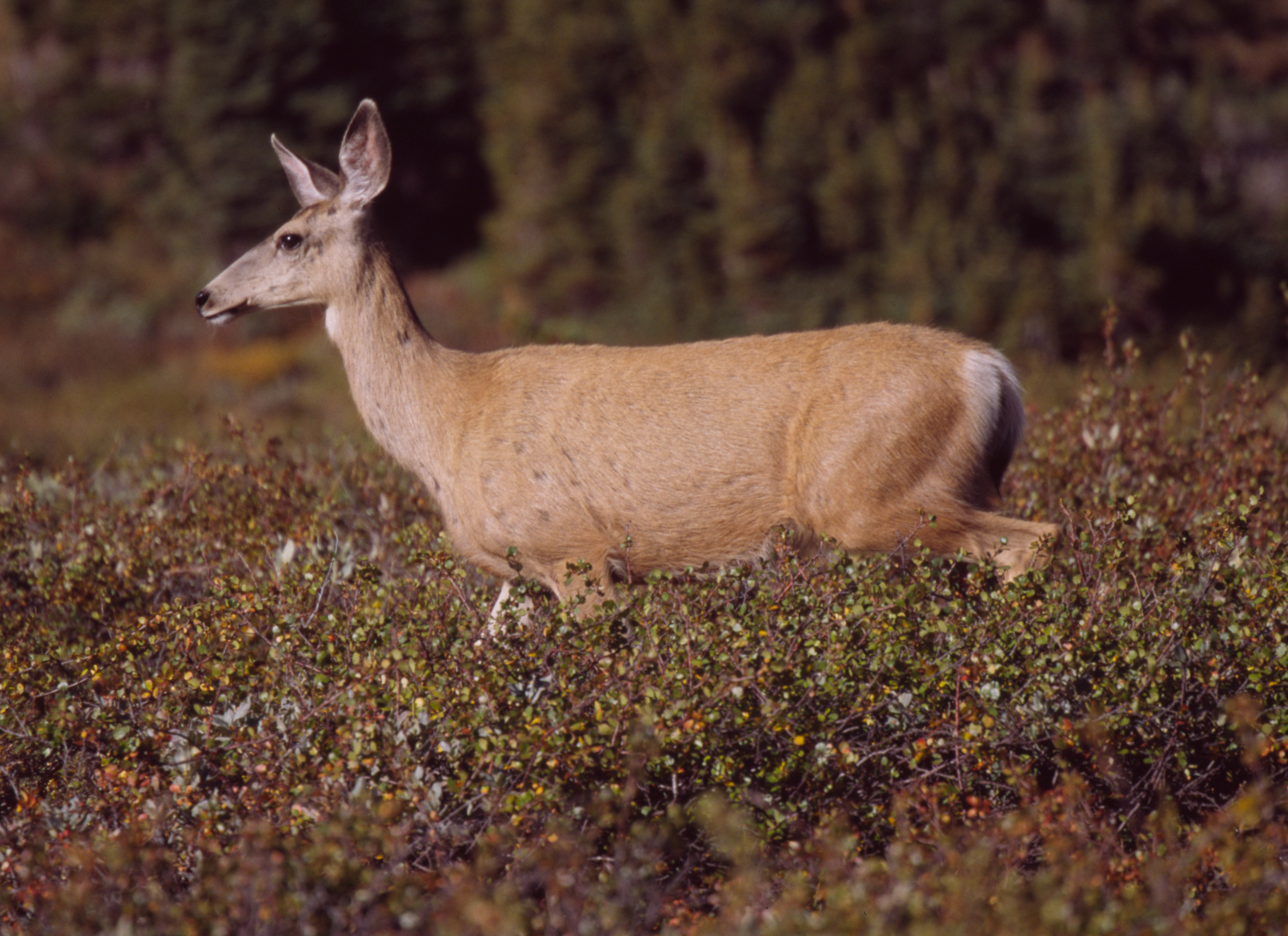
Maultierhirsch

Am 9. Juli 2022 wurde über einen Waldbrand im Park berichtet. Dieser breitete sich am Südrand des Parks aus, bedrohte die Mariposa Grove mit Mammutbaumbestand und wurde mit Löschflugzeugen bekämpft.

## Ökologie
Der Yosemite-Nationalpark erstreckt sich in der Sierra Nevada über Höhenlagen von 550 bis über 3900 Meter und entsprechend viele Lebensräume und Höhenstufen. In ihnen leben dauerhaft über 250 Wirbeltier-Arten, darunter Fische, Amphibien, Reptilien, Vögel und Säugetiere. Weitere (insbesondere Vögel) kommen als Gäste vor. Die Pflanzenwelt ist noch wesentlich artenreicher. Im Nationalpark wurden bisher über 1400 Pflanzenarten bestimmt, darunter etwa 130 Neophyten, die erst durch menschlichen Einfluss in das Gebiet eingeführt wurden.
Alle Böden im Park sind jung. Vor 10.000 Jahren war nahezu das gesamte Parkgebiet von Gletschern überdeckt, die das Gebiet großteils bis auf das Grundgestein abgeschliffen haben. Die Humusdecke ist bis auf wenige Talzonen dünn, aber durch das verwitternde Gestein mineralien- und nährstoffreich.
Die hohe Artenvielfalt der Pflanzenwelt im nordamerikanischen Westen allgemein und der Sierra Nevada im Besonderen ist durch die Geographie in Verbindung mit den klimatischen Bedingungen des Hochgebirges und die Folgen der Eiszeit geprägt. Anders als in Europa, wo die Alpen sich von Ost nach West erstrecken und während der Eiszeiten und bei der Wiederbesiedelung vieler Gebiete nach der Erholung als Barriere wirkten, verlaufen die Gebirge des amerikanischen Kontinents in Nord-Süd-Richtung. Somit konnten auf gemäßigtes Klima angewiesene Pflanzenarten beim Vorrücken des Eises nach Süden ausweichen und anschließend wieder zurückkehren. Arktische Pflanzen, die während der Eiszeit weit über Nordamerika verbreitet waren, zogen sich in die Hochgebirgszonen zurück, während andere Arten, die vom Eis nach Süden verdrängt worden waren, ihr Verbreitungsgebiet wieder ausdehnen konnten.

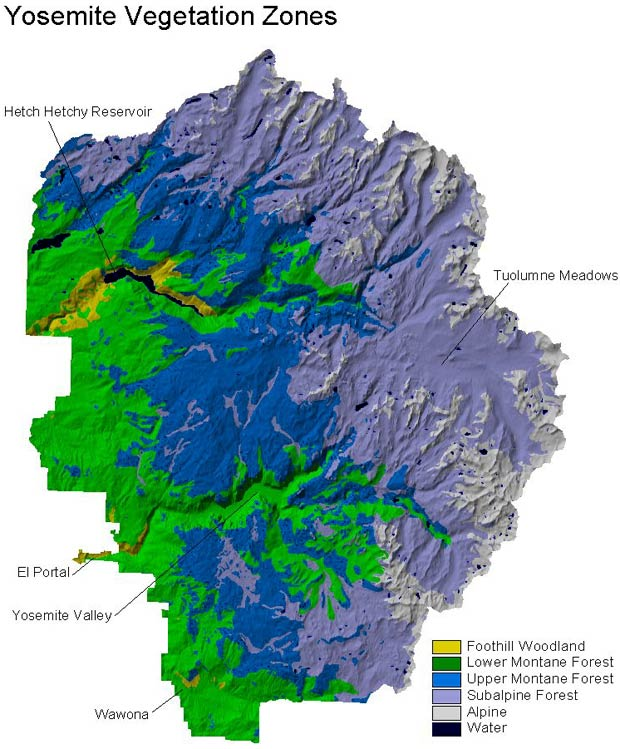
Vegetationszonen im Nationalpark

### Lebensräume

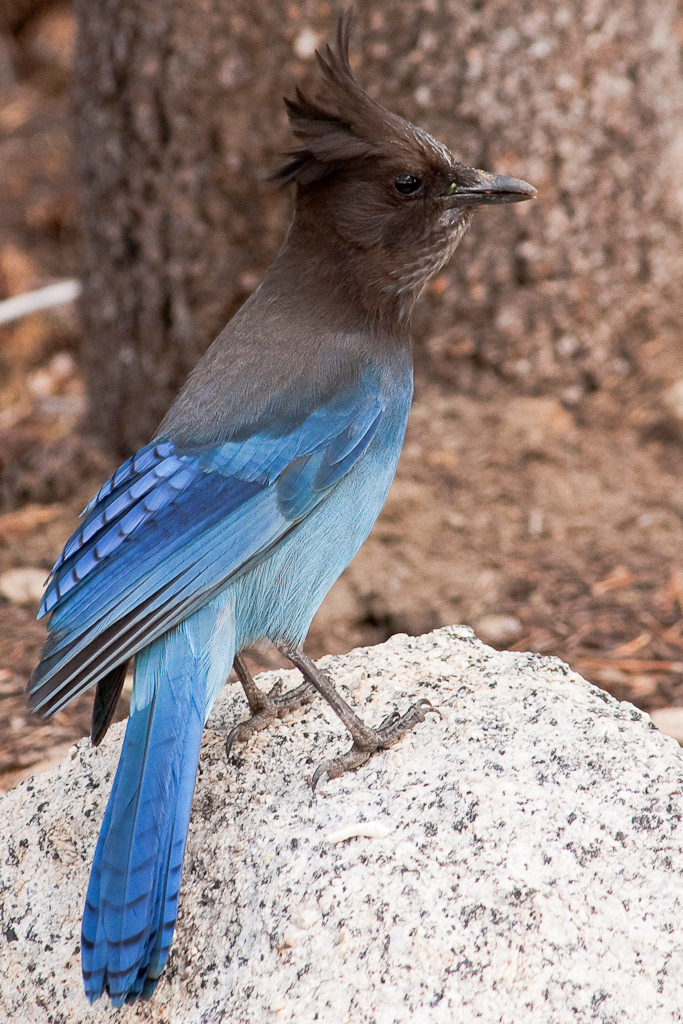
Diademhäher im Yosemite-Nationalpark

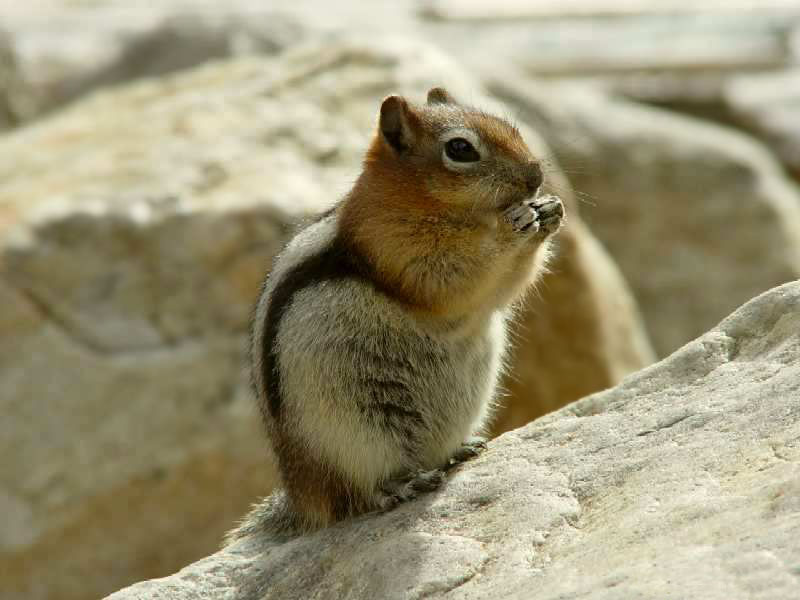
Goldmantel-Ziesel

Die Täler der beiden großen Flüsse Tuolumne River, bis zum Hetch Hetchy Valley, und Merced River am Westrand des Nationalparks bilden die tiefsten Vegetationszonen des Parks. Sie sind noch den Tieflagen des Kalifornischen Längstals zuzurechnen. Hier ziehen Ausläufer der mediterranen Klimazone bis in das Schutzgebiet und mit ihr eine Chaparral genannte Gebüschvegetation – ähnlich der Macchie im Mittelmeerraum. Sie besteht überwiegend aus Eichen, vor allem der Art Quercus wislizeni, einer immergrünen Verwandten der Steineiche, gemischt mit der Weiß-Kiefer (Pinus sabiniana) und verschiedenen Sträuchern wie Säckelblumen (Ceanothus) und Bärentrauben.
Bei etwa 900 Meter über dem Meer beginnt die Höhenstufe der submontanen Wälder. Sie umfasst die Tallagen des Yosemite Valleys und weite Bereiche im Westen des Parks und wird bereits von Nadelwald-Landschaften geprägt. Hier wachsen zum Beispiel die Gelbkiefer, die Zuckerkiefer, aber auch Weihrauchzedern, Kolorado-Tannen und Douglasien zusammen mit Färbereichen und die immergrüne Eichenart Quercus chrysolepis. In dieser Höhenlage stehen auch die drei Vorkommen des Riesenmammutbaums im Yosemite-Nationalpark: Mariposa Grove bei Wawona im Süden, sowie Tuolumne Grove und Merced Grove im Westen des Parks am Anfang der Tioga Road. Diese Lebensräume sind besonders günstig für eine große Vielfalt an Wildtieren, da sie ein relativ mildes Klima und ein kleinräumiges Mosaik verschiedener Lebensräume und Pflanzengesellschaften bieten. Hier leben der Amerikanische Schwarzbär, der Rotluchs, der Graufuchs, der Maultierhirsch, Lampropeltis zonata multicincta eine Schlange aus der Gattung der Königsnattern, die Skinke, der Weißkopfspecht (Picoides albolarvatus), der Andenbaumläufer, Fleckenkauz und mehrere Arten von Fledermäusen. Die Spechte und die Fledermäuse sind in besonderem Maße auf den hohen Totholzanteil dieser Waldgesellschaft angewiesen.
Ab etwa 1800 Meter kommen kaum mehr Laubbäume vor. Besucher können die montane Höhenlage auf Wanderungen aus dem Yosemite Valley erleben, auf der Straße zum Glacier Point oder in den Hochlagen des Hetch Hetchy Valleys. Der Bergwald höherer Lagen setzt sich überwiegend aus der Pracht-Tanne, der Westlichen Weymouths-Kiefer, der Jeffrey-Kiefer, der Küstenkiefer und gelegentlich auch der Fuchsschwanz-Kiefer zusammen. In diesen Lebensräumen leben aufgrund der Höhenlage und der niedrigeren Vielfalt der Pflanzengesellschaften weniger Wildtiere. Hier vorkommende Arten sind zum Beispiel der Goldmantel-Ziesel, das Douglas-Hörnchen, der Marder, der Diademhäher, die Einsiedlerdrossel und der Habicht. Reptilien treten nicht mehr häufig auf, dennoch finden sich die Gummiboa als einzige Schlangenart, die Westliche Zauneidechse und die Nördliche Krokodilschleiche.
Die subalpine Höhenstufe wird auf der Westflanke der Sierra Nevada bei etwa 2450 Meter erreicht. Im Yosemite-Nationalpark kann diese Zone bei Bergwanderungen am Ende des Yosemite Valleys und in den Tuolumne Meadows an der Tioga Road erreicht werden. Je höher die Landschaft gelegen ist, desto kleiner werden die Bäume und die Wälder lockern auf. Mancherorts fehlt die humose Auflage völlig und es tritt der nackte Granit hervor. Die Küstenkiefer, die Weißstämmige Kiefer und die Berg-Hemlocktanne kommen mit diesen Bedingungen noch zurecht. Die Tierwelt dieser Zone, Pfeifhasen, das Gelbbauchmurmeltier, Präriehasen, Kiefernhäher und der Rosenbauch-Schneegimpel sind an diese Bedingungen gewöhnt.
Die alpine Zone beginnt bei zirka 2900 Meter und ist durch die Baumgrenze gekennzeichnet. Darüber liegen nur noch alpine Matten und Rasen. Hierunter fallen die Gipfellagen rund um den Gebirgskamm der Sierra Nevada im Osten des Parks. Das Dickhornschaf bevorzugt diese baumlosen Lebensräume. Die Art kommt im Yosemite Park nur in der Gegend um den Tioga-Pass vor, in der eine kleine, wieder angesiedelte Population existiert.

### Naturschutz
Trotz der vielen Lebensräume im Yosemite-Nationalpark sind während historischer Zeit drei Tierarten im Park gänzlich ausgestorben, weitere 37 Arten stehen unter besonderem Schutz der kalifornischen Gesetze für bedrohte Tierarten. Die größten Bedrohungen für das Tierreich des Parks stellen unter anderem Neobiota, Luftverschmutzung, Zersplitterung der Lebensräume und Klimaveränderung dar. Außerdem haben auch Faktoren wie durch Unfälle resultierendes Tiersterben und Probleme aufgrund der Tierfütterung durch die Touristen die Population der Wildtiere angegriffen.
Die Amerikanischen Schwarzbären waren einst dafür bekannt, dass sie in parkende Autos einbrachen, um Essen herauszuholen. Jahrelang waren sie auch an der Müllkippe des Parks eine oft gesichtete Attraktion. Sie versammelten sich dort, um die Müllreste der Besucher zu fressen; Touristen nahmen diese Gelegenheit wahr, um die Bären dabei zu fotografieren. Zunehmende Begegnungen zwischen Bären und den Menschen sowie zunehmende Sachbeschädigungen führten zu einer Maßnahme, welche die Bären davon abhalten sollte, sich von den Touristen füttern zu lassen. Die Begegnungen mit Menschen sowie die Beschädigung von deren Eigentum sollte so unterbunden werden. Die unüberdachten Müllkippen wurden geschlossen, alle Abfallbehälter wurden durch für Bären nicht erreichbare Abfallbehälter ersetzt. Alle Campingplätze wurden zudem mit Schließfächern speziell für die Unterbringung von Nahrungsmitteln ausgestattet, sodass die Touristen ihre Nahrung nicht im Auto lassen müssen.
Da Bären, die sich Menschen gegenüber aggressiv verhalten, normalerweise eingeschläfert werden müssten, hat sich das Parkpersonal innovative Möglichkeiten einfallen lassen, damit die Bären die Besucher und deren Eigentum mit unangenehmen Erfahrungen assoziieren, wie zum Beispiel mit Gummigeschossen angeschossen zu werden. Heutzutage werden pro Jahr etwa 30 Bären gefangen und mit einem Ohrenklipp versehen. Außerdem wird ihnen eine Probe ihrer DNA entnommen, sodass Bären, die Sachschäden anrichten, bestimmt werden können.

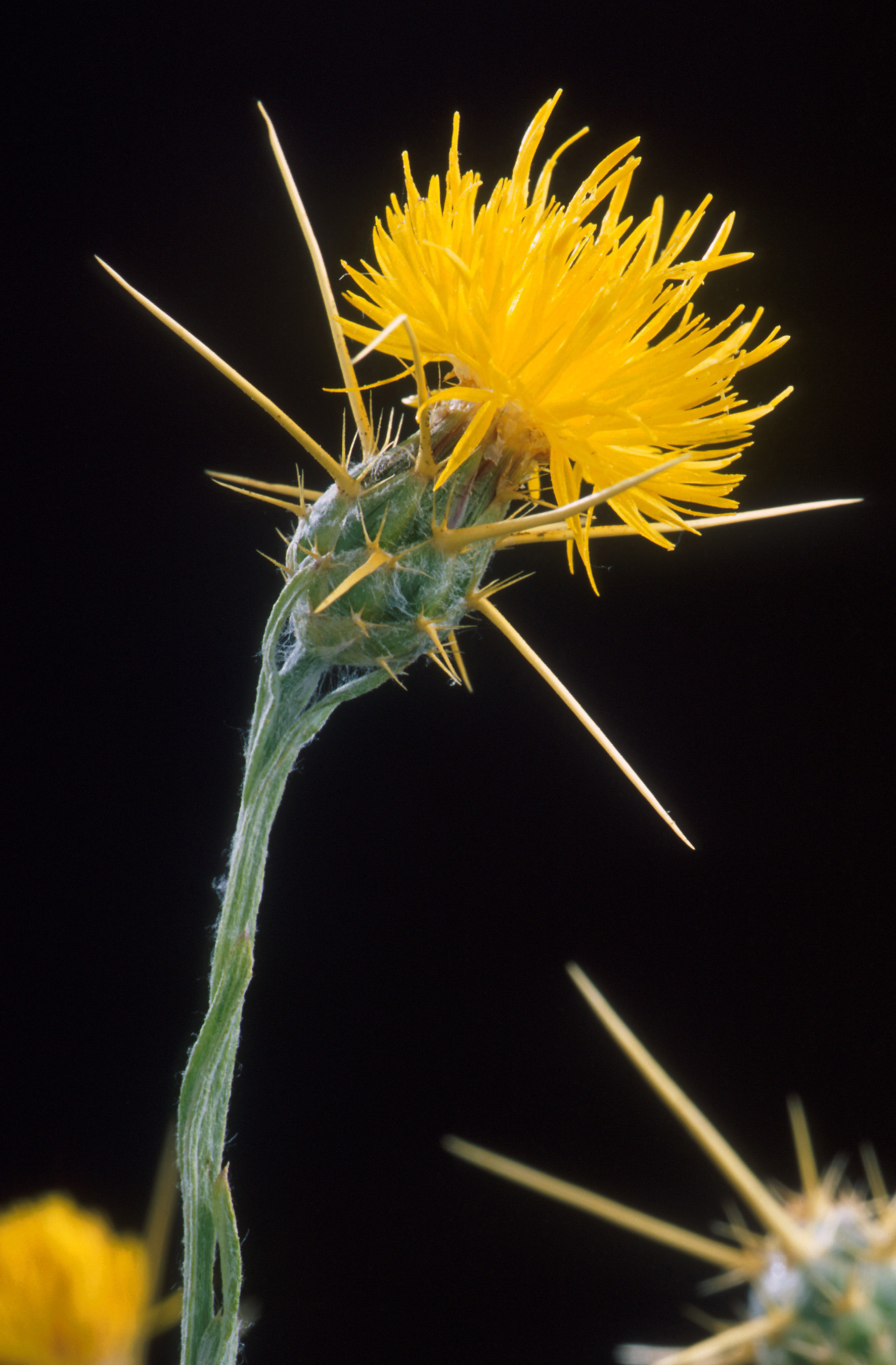
Die Sonnenwend-Flockenblume

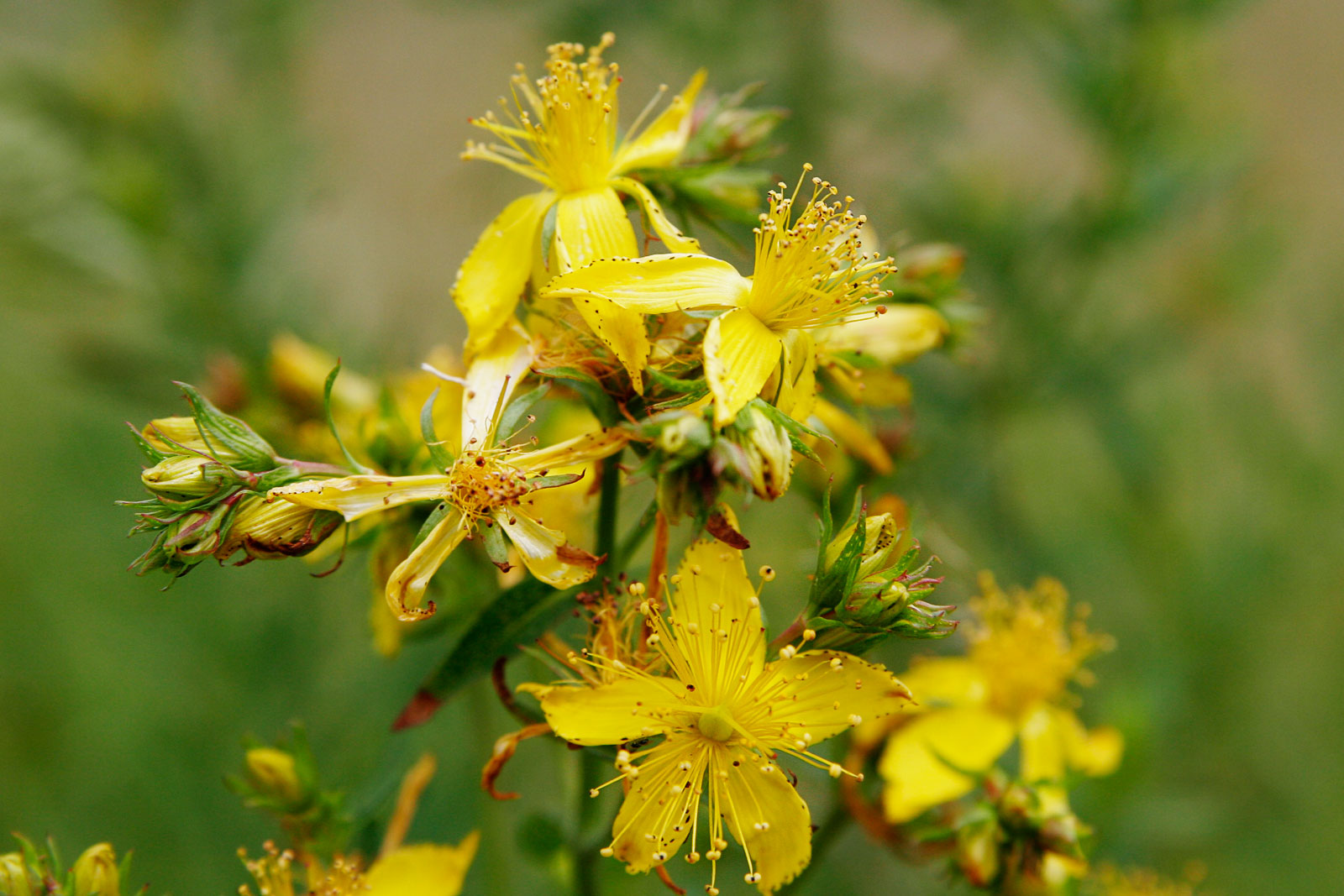
Echtes Johanniskraut

Die zunehmende Ozonverschmutzung zerstört das Gewebe der massiven Riesenmammutbäume des Parks. Das Ozon macht die Bäume anfälliger für Insektenbefall und Krankheiten. Da die Zapfen dieser Bäume auf mit Feuer in Kontakt geratenen Boden angewiesen sind, um zu keimen, verhinderten Feuerbekämpfungsmaßnahmen diesen Keimvorgang. Die Methode, absichtlich und kontrolliert Feuer zu legen, soll der Keimung zugutekommen.
Der Yosemite-Nationalpark verfügt über mehr als 130 dokumentierte nichteinheimische Pflanzenarten. Diese Pflanzen kamen erstmals durch die Migration der europäisch-amerikanischen Siedler um 1850 in den Nationalpark. Natürliche und durch Menschenhand hervorgerufene Störungen, wie zum Beispiel Feuer und Bautätigkeiten, trugen dazu bei, dass sich diese Pflanzenarten schnell verbreiteten. Etliche dieser Arten befielen und verdrängten die heimischen Pflanzengesellschaften, was sich auch auf die Parkressourcen auswirkte.
Nicht einheimische Pflanzen können bedeutende Veränderungen im Naturhaushalt hervorrufen, indem sie heimische Pflanzen und Prozesse, auf welche die Pflanzen angewiesen sind, verändern. Durch einige dieser nichteinheimischen Pflanzen steigt die Brandgefahr in bestimmten Gebieten. Weiterhin könnte der Stickstoffgehalt im Boden durch gewisse Pflanzen zunehmen, wodurch weiteren Pflanzen derselben Art das Wachstum ermöglicht würde. Unter diesen nichteinheimischen Pflanzen gibt es viele, wie zum Beispiel die Sonnenwend-Flockenblume, die über Pfahlwurzeln verfügen, welche es ihnen ermöglichen, heimische Pflanzen im Kampf um Wasser auszustechen.
Die Gewöhnliche Kratzdistel, die Kleinblütige Königskerze und das Echte Johanniskraut gelten seit den vierziger Jahren als giftige Pflanzenschädlinge im Park. Weitere Arten, die erst kürzlich als gefährlich eingestuft wurden und kontrolliert werden müssen, sind die Sonnenwend-Flockenblume, der Steinklee, die Schlitzblättrige Brombeere und das Immergrün. Um dieses Problem zu bekämpfen, werden diese Pflanzen entweder von Hand oder durch Brandrodung entfernt.

### Park Management
Die großen Besucherzahlen im Yosemite-Nationalpark führen zu erheblichen Problemen, insbesondere im begrenzten Yosemite-Tal. Der Parkverwaltung wurde von Naturschutzverbänden immer wieder vorgeworfen, dass die touristische Nutzung auf Kosten der Natur gehe. Anfang 2014 legte die Parkverwaltung nach langjährigen Gerichtsprozessen einen Managementplan für das Yosemite-Tal vor, der erstmals eine Obergrenze für die täglichen Besucherzahlen vorsieht. Die Zahl der Campingplätze im Tal soll gegenüber dem Ist-Zustand zwar erhöht werden, jedoch deutlich unter dem Wert vor den Überschwemmungen von 1997 liegen. Außerdem sollen rund 80 ha Uferbereich renaturiert und auf etwa 2000 Meter Uferlinie Wasserbausteine entfernt werden.
Auch für den Oberlauf des Tuolumne Rivers liegt seit 2013 der Entwurf eines Managementplans vor. Über die möglichen Alternativen in Bezug auf touristische Infrastruktur und Nutzungsmöglichkeiten ist noch nicht entschieden worden (Stand: Februar 2014).
Weitere für den Naturschutz im Nationalpark relevante Pläne liegen für den Mariposa Grove mit seinen Riesenmammutbäumen vor. Weitere Pläne sind in verschiedenen Stadien der Vorbereitung.
Die Nationalparkverwaltung hat mehrere Partnerschaftsvereinbarungen mit ausländischen Nationalparks abgeschlossen. Die Verwaltungen tauschen Wissenschaftler und Mitarbeiter aus und entwickeln gemeinsam Best Practices in Artenschutz und Tourismusmanagement. Die Partner sind (Stand: November 2014): Huang-Shan-Nationalpark (China), Jiuzhaigou-Nationalpark (China), Nationalpark Torres del Paine (Chile), Nationalpark Berchtesgaden (Deutschland)

## Tourismus

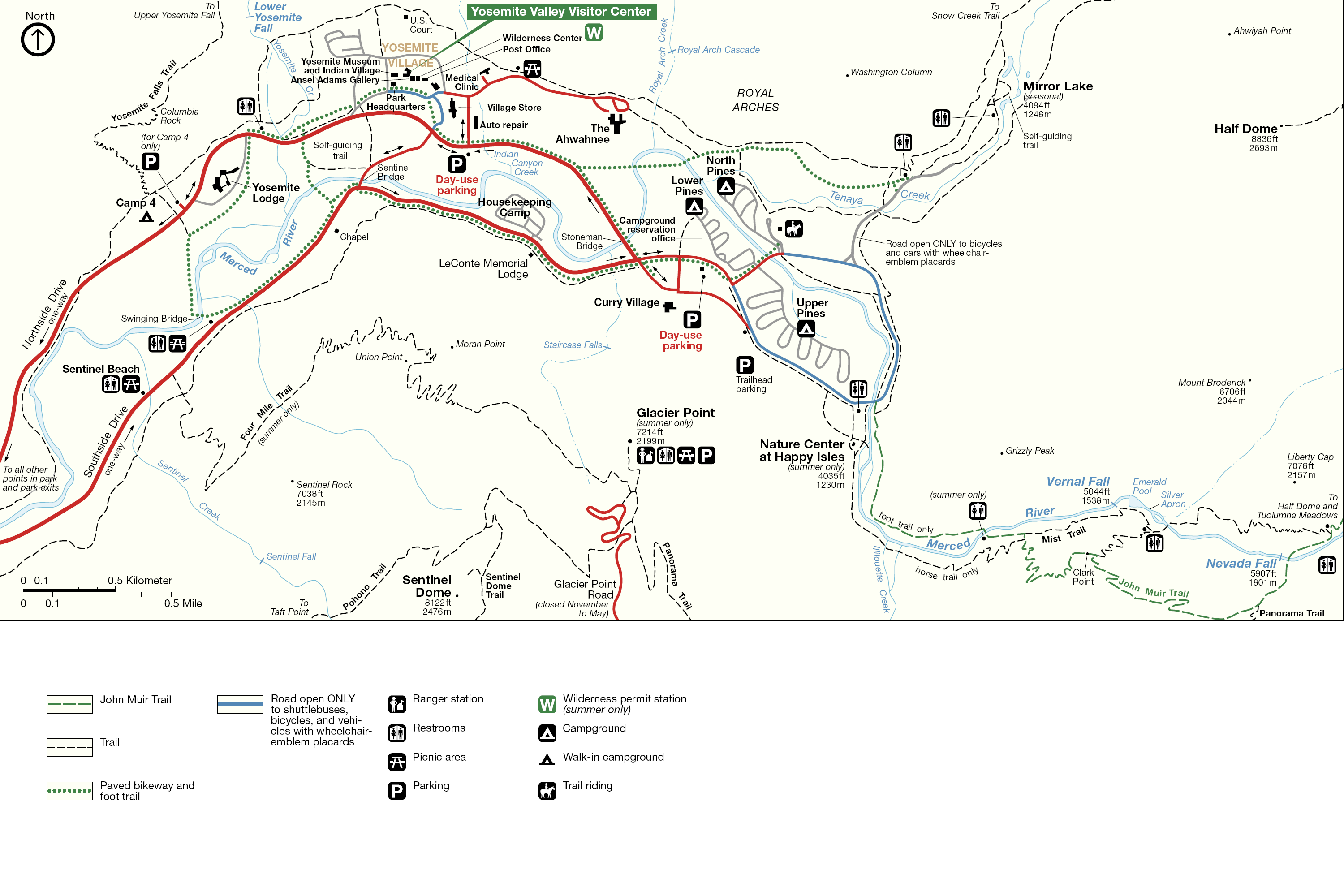
Karte des Yosemite Valley

Jährlich besuchen etwa 4 Millionen Besucher den Park. Die meisten von ihnen halten sich in dem 18 km² großen Yosemite Valley auf.
Das Valley ist das ganze Jahr über geöffnet, aber viele Gebiete des restlichen Parks sind aufgrund von Schneefall ab dem Spätherbst geschlossen und öffnen erst im Frühling wieder. Für Wandertouren durch den Park und entlang der Riesenmammutbäume steht ein Wegenetz von über 1300 km zur Verfügung. Den Park durchqueren die Fernwanderwege John Muir Trail bzw. Pacific Crest Trail.

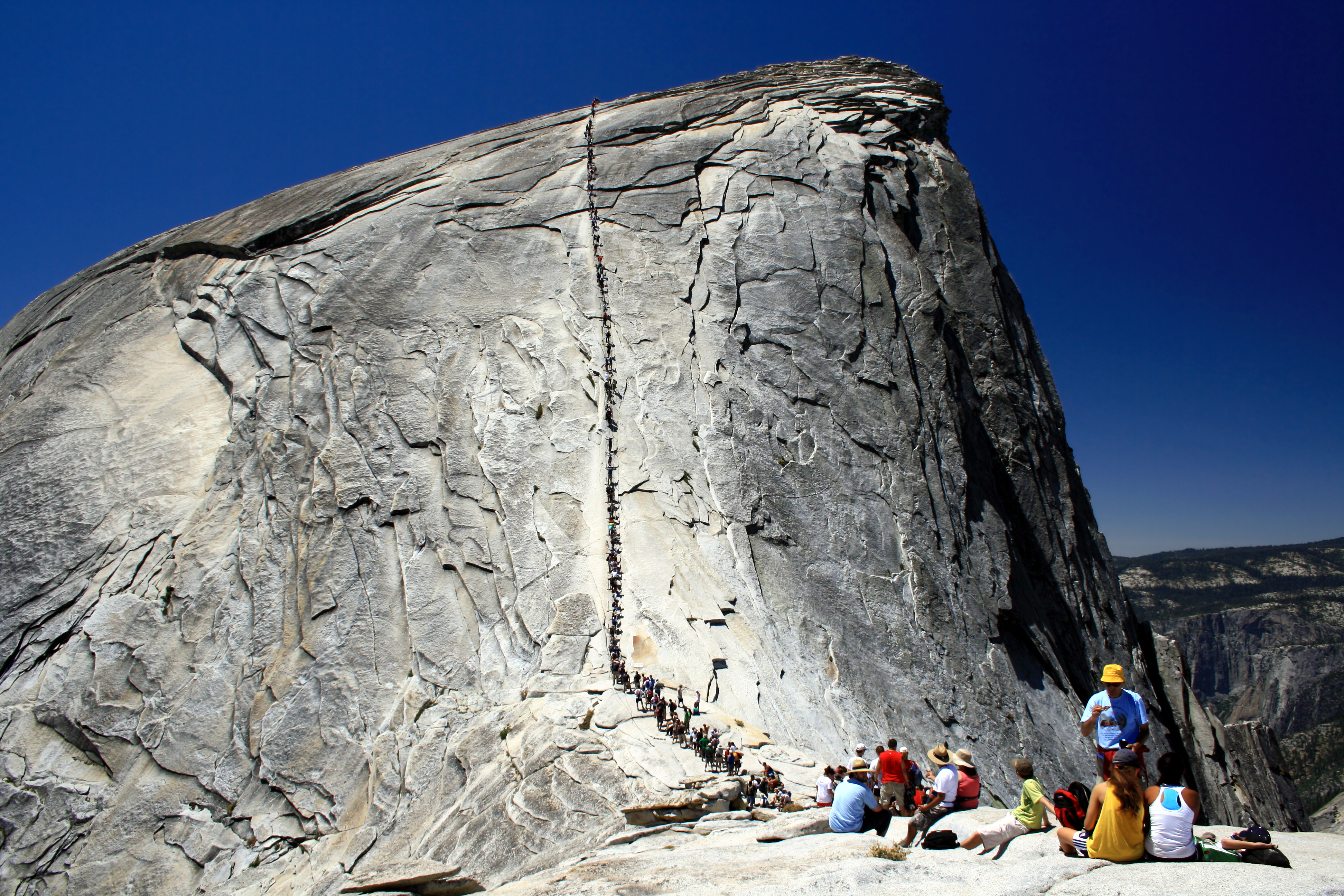
Touristenstrom auf dem Half Dome

Tagesbesucher erkunden zumeist nur das Yosemite Valley, welches gut erreichbar ist. Verkehrsstaus während der Hauptsaison im Sommer stellen ein ernstzunehmendes Problem dar. Im Yosemite Valley befördert ein kostenloser Shuttle Bus die Besucher das ganze Jahr hindurch. Der Großteil des Parks besteht allerdings aus geschützter Wildnis ohne Straßen, in der keine motorisierten Fahrzeuge gestattet sind.
Neben der Natur kann sich der Parkbesucher auch über Hintergrundinformationen zur Geschichte des Parks und dessen Flora und Fauna in diversen Einrichtungen informieren. Dazu gehören das Besucherzentrum, das daran angeschlossene Yosemite Museum und das Naturzentrum bei Happy Isles. Dort befinden sich auch zwei National Historic Landmarks: die LeConte Memorial Lodge (Yosemites erstes öffentliches Besucherzentrum) und das bekannte Ahwahnee-Hotel.
Zwischen Frühling und Herbst bietet sich der Park für Rucksack-Tagestouren an. Alle mehrtägigen Wanderungen innerhalb des Parks setzen eine Erlaubnis voraus, sowie einen bärensicheren Behälter für Lebensmittel. Mit dem Fahrrad kann der Park nur auf den asphaltierten Straßen erkundet werden. Mountainbiking abseits der angelegten Wege ist im Nationalpark nicht erlaubt, sondern geht nur in den National Forests im Umfeld. Des Weiteren gibt es geführte Reittouren (meist auf einem Maultier), auch mehrtägige, in die Höhenlagen des Parks.
Der Großteil des Parks wird im Winter aufgrund von heftigen Schneefällen geschlossen. Das älteste Skigebiet in Kalifornien, die Badger Pass Ski Area, öffnet im Winter. Es gibt mehrere Abfahrten und auch eine Skischule. Große Teile des Parks sind für Skilanglauf geeignet und viele Skihütten im Hinterland bieten Möglichkeiten für einen Zwischenstopp. Für Ausflüge ins Hinterland inklusive Übernachtung sind aber Genehmigungen erforderlich. Bestimmte Teile des Yosemite-Nationalparks kann man mit Schneeschuhen entdecken.
Die kommerziellen touristischen Angebote im Park wie Hotels, Restaurants, Einkaufsmöglichkeiten, einfache Hütten und die gehobenen Zeltplätze werden von einem Vertragspartner des National Park Service erbracht. Von den Anfängen 1899 bis 1993 war das die Yosemite Park & Curry Co., die mit dem Vermieten von Zelten begonnen und die ersten festen Hütten und schließlich die Ahwahnee Lodge, sowie das Curry Village errichtet hat. 1993 fand erstmals eine Ausschreibung eines Vertrags für die Dauer von 15 Jahren statt, die die DNC Parks & Resorts Co. gewann, nachdem Curry Co. ausgeschlossen wurde, weil sie kein amerikanisches Unternehmen mehr war, seit sie einer japanischen Holding gehörte. Nach einer einmaligen Verlängerung kam es zu einer erneuten Ausschreibung zum 1. März 2016, die Amarak Co. gewann. Seitdem entwickelte sich ein Rechtsstreit zwischen DNC und dem National Park Service mit Beteiligung von Amarak, der sich darum dreht, ob DNC Markenrechte an etablierten Namen für Einrichtungen des Parks hält, ob Amarak diese von DNC kaufen muss und wie diese Rechte zu bewerten sind. Der National Park Service änderte 2016 vorübergehend die traditionellen Namen, um die Markenrechte zu umgehen. Nach einem Vergleich zwischen dem NPS und Delaware North wurde die Umbenennung 2019 rückgängig gemacht.

### Wasserfälle
Der Park ist für seine große Anzahl von Wasserfällen bekannt. An den vielen steil abfallenden Klippen, Vorsprüngen und Hangtälern im Park befinden sich viele Wasserfälle, besonders in den Monaten April, Mai und Juni während der Schneeschmelze. Stellenweise treten bei Regen auch immer wieder Wasserfälle auf, die nur aufgrund des Wetters entstehen und auch wieder verschwinden. Die Yosemite Falls gehören mit einer Gesamthöhe von 739 m zu den höchsten der Welt. Diese sind unterteilt in Upper Falls (435 m), Middle Cascades (206 m) und Lower Falls (98 m). Sie sind jedoch gegen Ende des Sommers oft völlig ausgetrocknet. Im Yosemite Valley befindet sich überdies auch der Wasserfall Ribbon Falls, dessen Fall 492 Meter in die Tiefe geht. Der wohl bekannteste Wasserfall ist der Bridalveil Fall. Weitere erwähnenswerte Wasserfälle sind die Wapama Falls im Hetch Hetchy Valley.

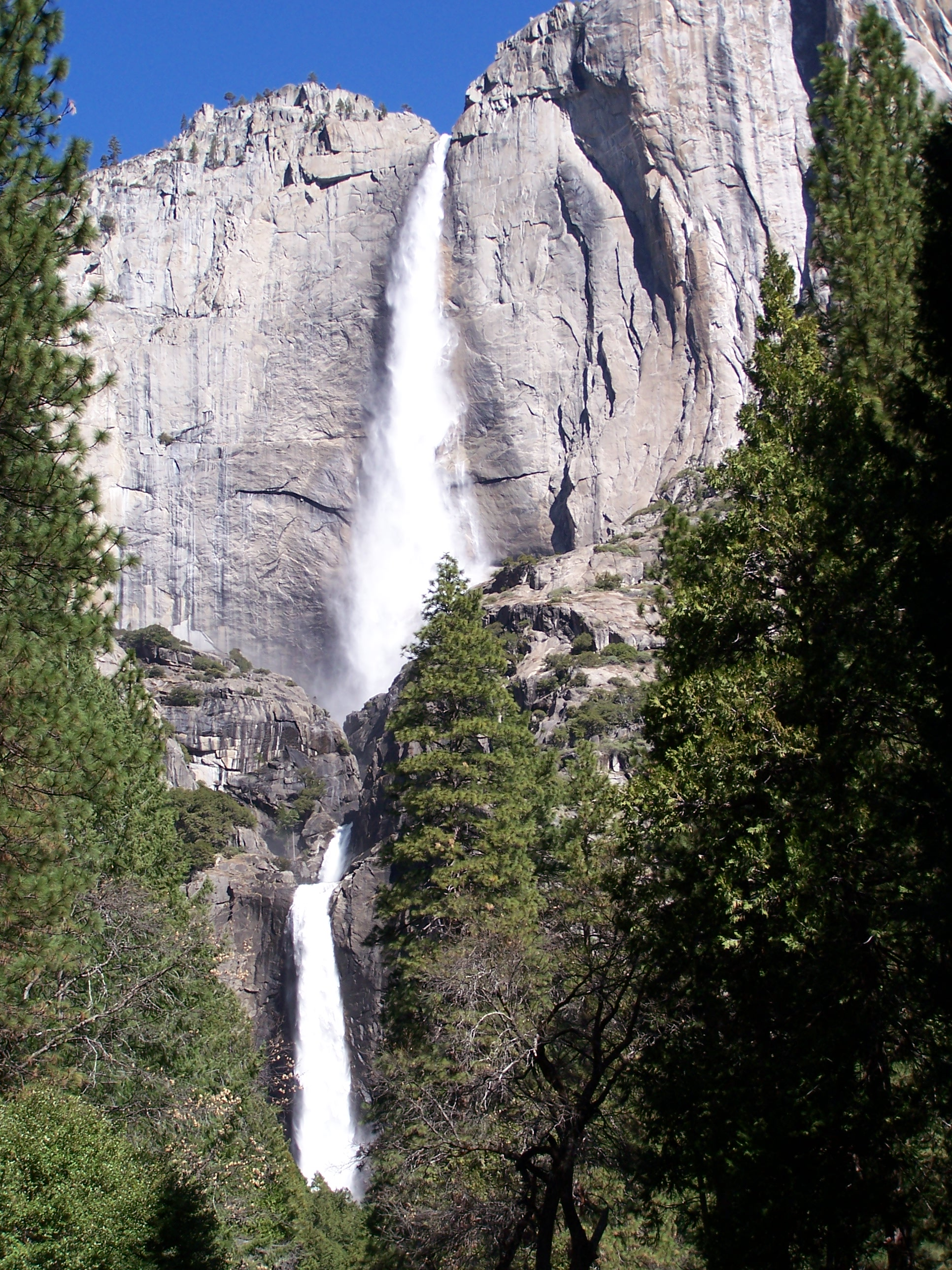
Yosemite Falls
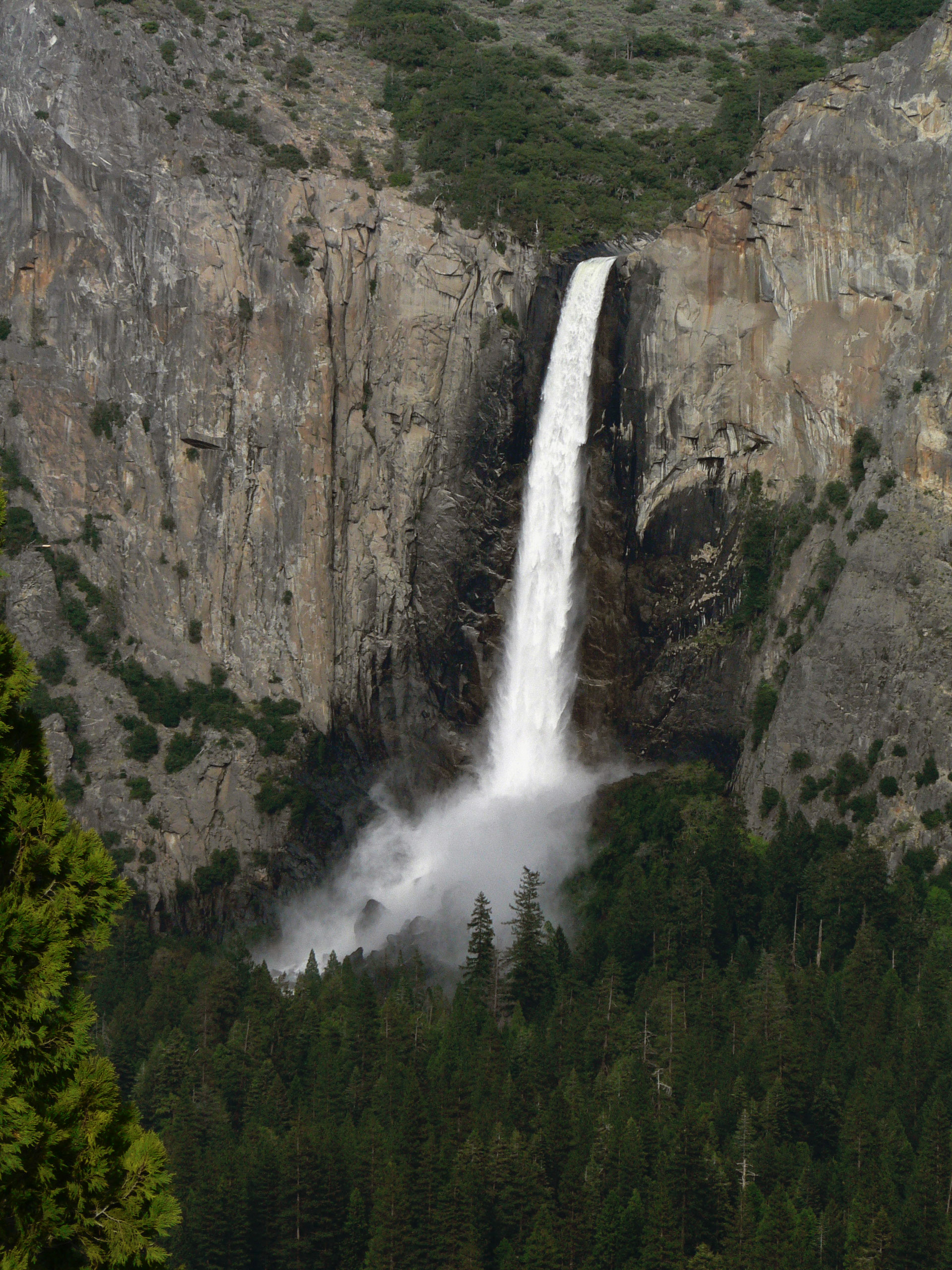
Bridalveil Fall
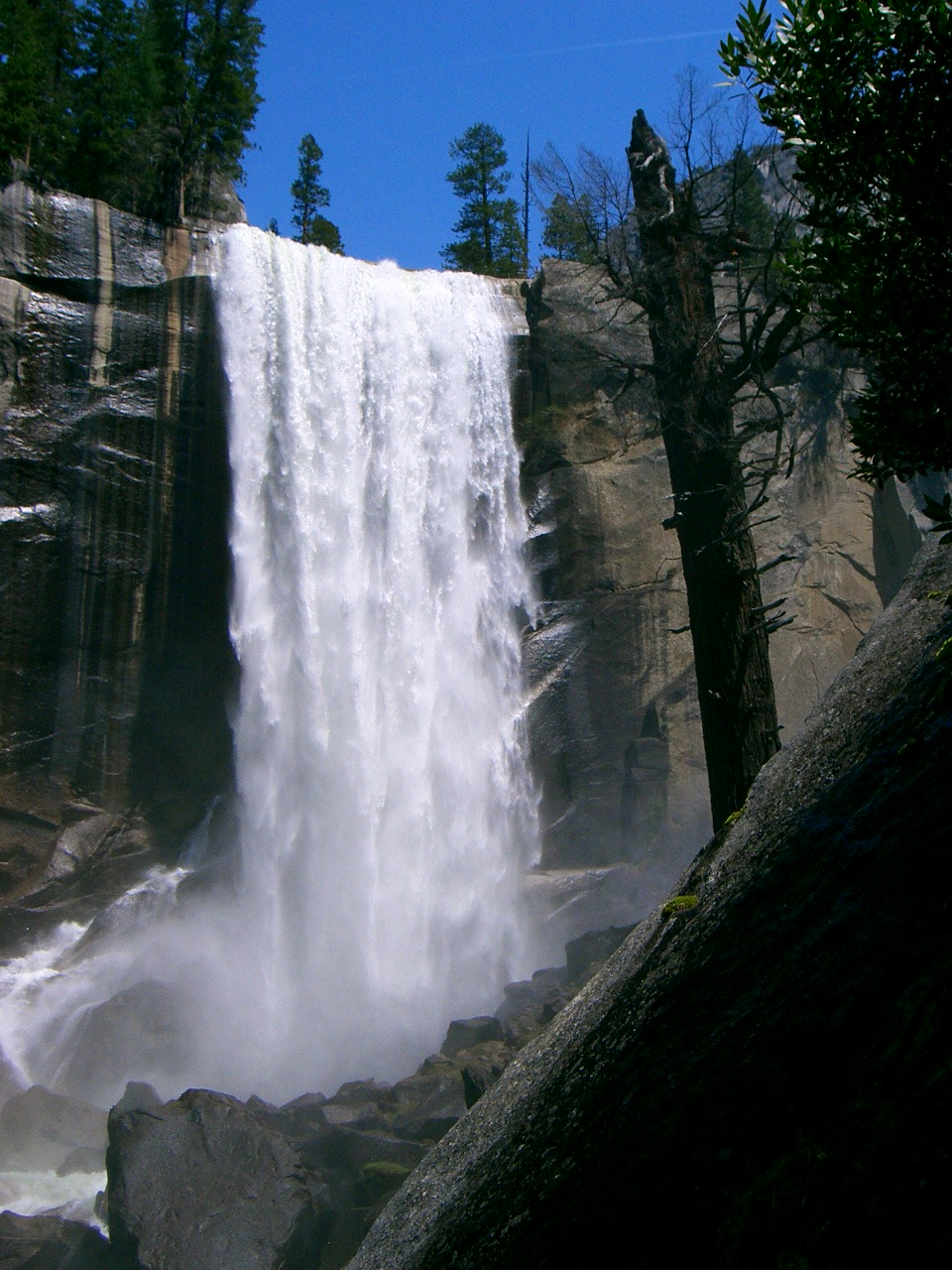
Vernal Fall
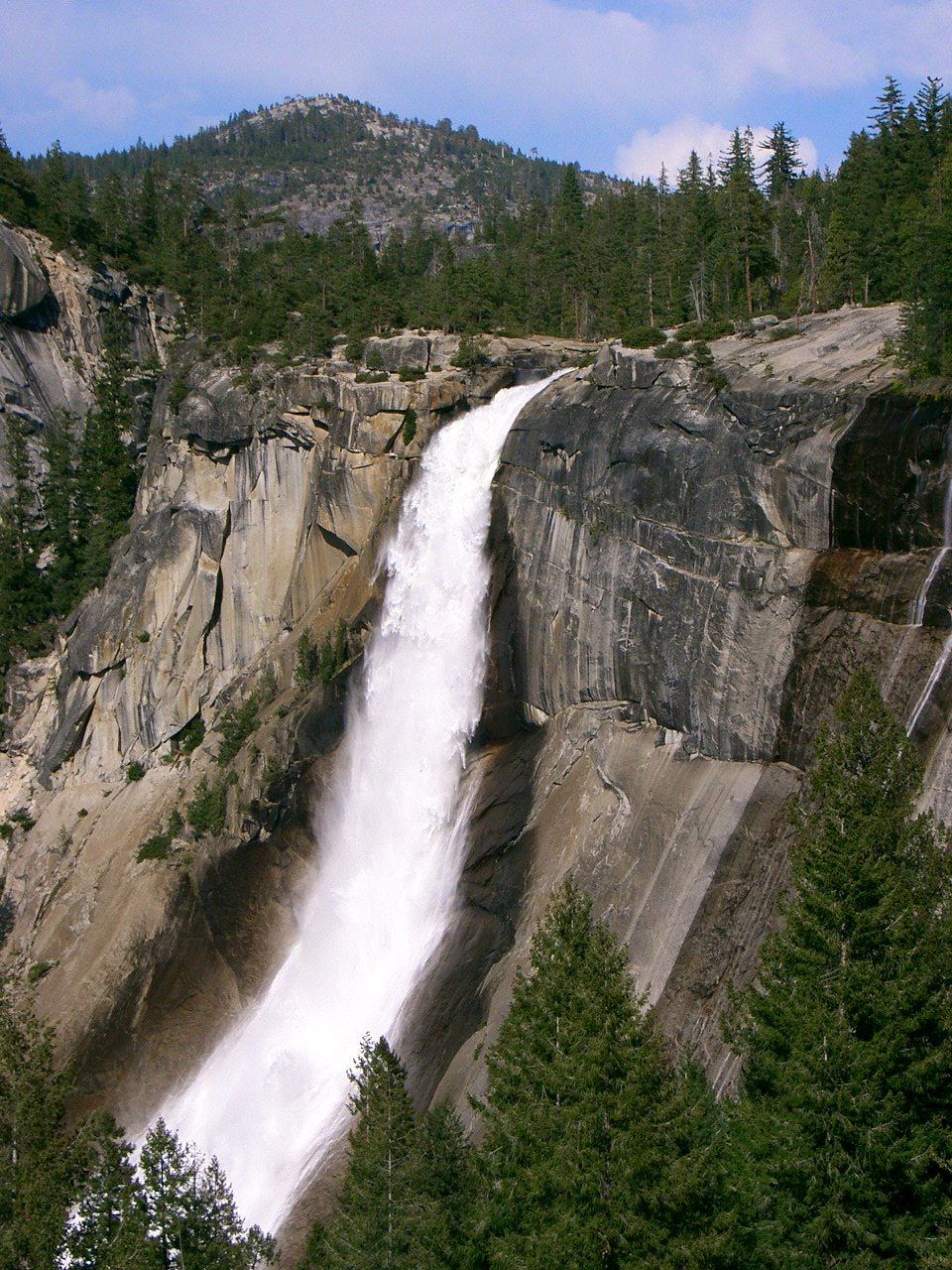
Nevada Fall

### Sehenswürdigkeiten

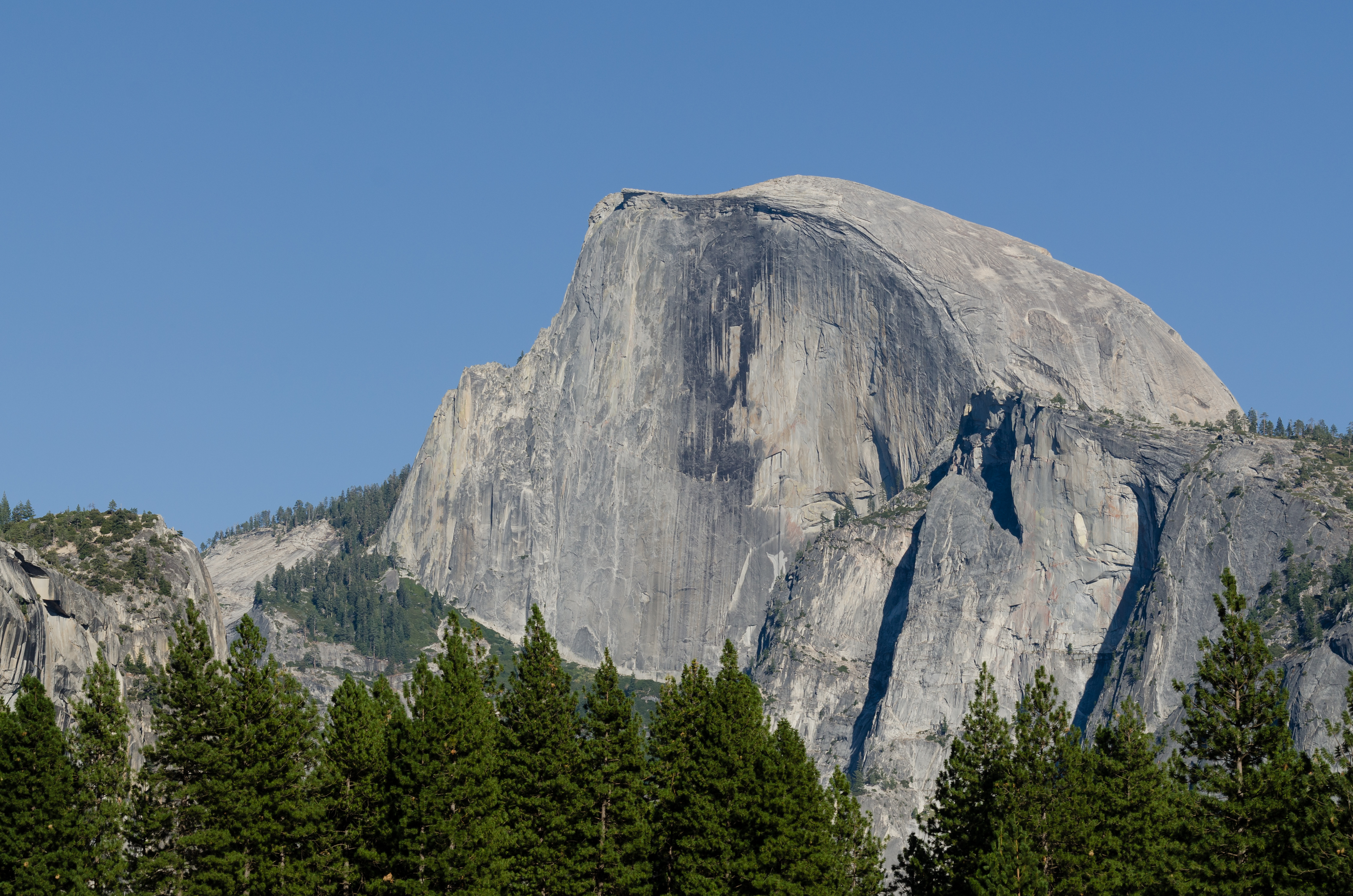
Half Dome

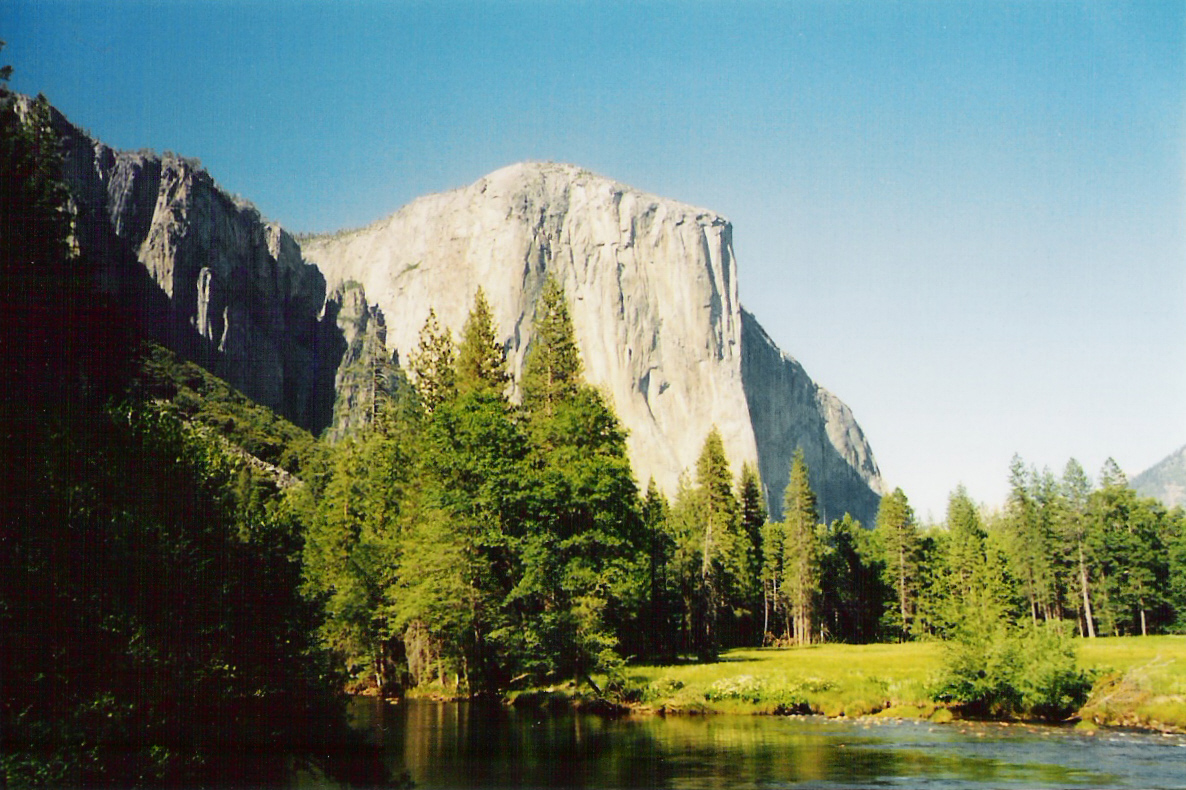
El Capitan

Das Kernstück Yosemite Valley macht lediglich ein Prozent der Gesamtfläche des Parks aus, aber genau dorthin zieht es die meisten Besucher. El Capitan ist ein hoher Granitfelsen, der sich über dem Tal auftürmt. Der Berg stellt eines der beliebtesten Ziele für Bergsteiger dar, da ihn seine verschiedenen Schwierigkeitsgrade auf zahlreichen Kletterpfaden für Anfänger und Fortgeschrittene attraktiv machen. Außerdem kann der Berg zu jeder Jahreszeit bestiegen werden. Eindrucksvolle Granitkuppeln wie der Sentinel Dome und der Half Dome erheben sich in 900 und 1450 Metern Höhe über dem Tal.
Das Hochland des Parks weist viele landschaftlich schöne Gegenden auf, wie die Wiesenlandschaften Tuolumne Meadows, Dana Meadows, die Gebirgsketten Clark Range und Cathedral Range sowie die Hügelkuppe Kuna Crest. Weitere Gebirgsketten erstrecken sich außerdem über den Yosemite-Nationalpark, mit Bergspitzen aus metamorphem Gestein, wie dem Mount Dana und Mount Gibbs, sowie Granitfelsen wie dem des Mount Conness. Der Mount Lyell ist der höchste Berg im Park mit einer Höhe von 3994 Metern.
Im Park befinden sich insgesamt drei Haine mit Riesenmammutbäumen (Sequoiadendron giganteum). Größter Hain ist der Mariposa Grove mit 200 Bäumen, vor dem Toulumne Grove mit 25 Bäumen und dem Merced Grove mit 20 Bäumen (jeweils nur alte, massive Exemplare gezählt). Riesenmammutbäume gelten als die massivste Baumart der Welt und ebenso als eine der größten bei einer langen Lebensdauer. Vor Beginn der letzten Eiszeit waren Riesenmammutbäume weit häufiger verbreitet.

### Historische Objekte
Im Yosemite National Park auf der California State Route 41, in Wawona liegt das historische Wawona Hotel and Pavilion (auch bekannt als Kawona Hotel oder Thomas Hill Studio). Das Hotel wurde am 1. Oktober 1975 vom National Register of Historic Places mit der Nummer 75000223 aufgenommen. Ebenso wurde es im National Historic Landmark eingetragen.

### Klettern

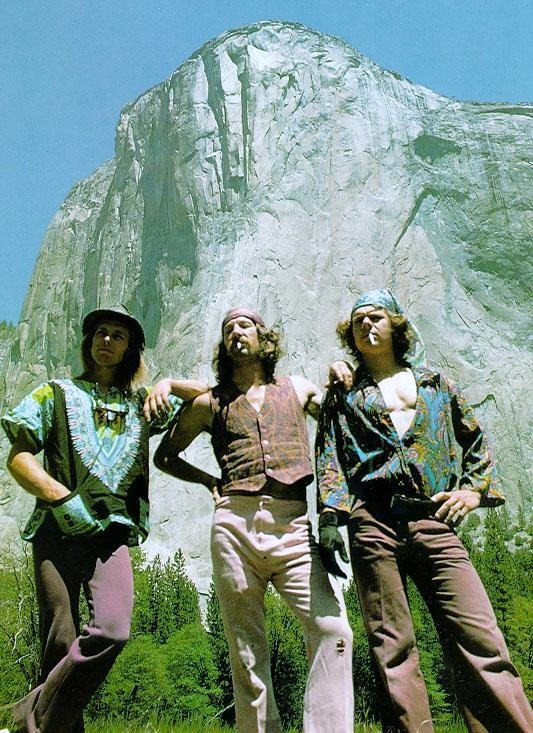
Billy Westbay, Jim Bridwell und John Long (von links) nach der ersten Eintagesbegehung der Nose im Jahr 1975

Der Klettersport hat im Yosemite-Nationalpark große Bedeutung. In den schneefreien Monaten können Kletterer sowohl beim Bouldern als auch in den großen, bis zu tausend Meter hohen Wänden von El Capitan oder Half Dome beobachtet werden.
Bereits 1869 hatte John Muir bei seinen Erkundungen des Tales erste bergsteigerische Leistungen vollbracht, etwa durch seine Besteigung des Cathedral Peak. 1875 erstieg George Anderson erstmals den Half Dome und führte anschließend auch verschiedentlich Touristen auf Bergtouren. Bis etwa 1930 beschränkten sich bergsteigerische Aktivitäten allerdings auf vergleichsweise leichte Gipfelbesteigungen, in der Regel ohne Seilsicherung. Erst ab Anfang der 1930er Jahre hielt schrittweise das damals moderne Klettern unter Verwendung von Seilen und Sicherungsmitteln wie Felshaken Einzug im Yosemite.
Der eigentliche Beginn des schweren Kletterns fällt ins Jahr 1945 und ist untrennbar mit John Salathé verbunden. Vom 13. bis 14. Oktober 1946 gelang ihm mit Ax (Anton) Nelson die Erstbegehung der Half-Dome–Südwestwand mit dem ersten Biwak in einer Yosemite-Wand. Die Kletterei erforderte 150 Felshaken.
Am 5. September 1947 erreichten Salathé und Nelson den Gipfel der Granitspitze des Lost Arrow durch die Chimney-Route nach fünf Tagen harter Kletterei mit vier Biwaks, dabei verwendeten sie auch die damals neuen Bohrhaken. Die Route setzte neue Maßstäbe durch die Schwierigkeit und die lange Dauer der Erstbegehung, sie wurde erst 17 Jahre später wiederholt. Vom 30. Juni bis 4. Juli 1950 gelang Salathé mit Allen Steck die Nordwand des Sentinel Rock, heute eine klassische Kletterroute. Am 5. und 6. September 1951 bezwang er mit Cliff Hopson die Südwand des Sugarloaf Dome.
Royal Robbins, Yvon Chouinard und Warren Harding begannen Ende der 1950er Jahre mit der Erschließung zahlreicher Bigwall-Routen bis zum Schwierigkeitsgrad 5.10 im Yosemite Decimal System (entspricht ungefähr UIAA Grad VI+) mit der amerikanischen Gesamtbewertung VI (entspricht einer alpinen Mehrtagestour).
Weithin bekannt wurde das Klettern im Yosemite mit der Erstbegehung der Route Nose am El Capitan durch Warren J. Harding in den 1960er Jahren. Ein Jahrzehnt später entwickelte sich hier das Freiklettern, das Fritz Wiessner aus Sachsen nach Amerika gebracht hatte, zu einem bis dahin unerreichten Schwierigkeitsniveau. Über Jahre hinweg fanden sich immer wieder die schwersten Routen ihrer Zeit im Yosemite Valley. Diese Entwicklung gipfelte in den Begehungen der Routen Separate Reality (5.11c) durch Ron Kauk und Phoenix (5.13a) durch Ray Jardine im Jahr 1977. Diese spektakulären Erstbegehungen machten das Gebiet unter Alpinisten international berühmt und das sportlich ambitionierte Klettern populär. Auch Kletterer wie der deutsche Reinhard Karl machten mit ihren Touren im Yosemite von sich reden und verbreiteten die Freikletteridee in Europa. 1979 wurde die erste Route in der Westwand von El Capitan frei geklettert. 1986 kletterte Wolfgang Güllich die Separate Reality free solo.
Danach stagnierte die Schwierigkeitsentwicklung. Erst im Jahr 1990 gelang Ron Kauk mit Crossroads (5.13d) und 1997 mit Magic Line (5.14b) eine weitere Steigerung. 1993 hatte Lynn Hill erstmals die Nose frei durchstiegen.
Auch heute ist das Tal immer wieder Schauplatz herausragender Kletterleistungen: Immer noch werden neue und schwierigere Linien erschlossen oder alte, früher nur technisch kletterbare Routen, frei geklettert. Hauptakteure aus Europa waren hierbei auch Alexander und Thomas Huber. In jüngster Zeit machte Alex Honnold von sich reden, der im Jahr 2010 free solo in 2 Stunden und 9 Minuten durch die Half-Dome-Nordwestwand stieg.
Im Yosemite-Tal fanden sich die Kletterer vor allem auf dem Zeltplatz „Sunnyside Campground“ (Camp 4) zusammen. Die überwiegend jungen Extremsportler bildeten eine alternative Szene, in der man versuchte, mit Tricks die begrenzte Aufenthaltsdauer im Nationalpark zu umgehen, weil für die Big Walls mehr Tage als erlaubt notwendig waren. Dort wurden auch weitere Aktivitäten entwickelt oder ausgebaut, so das im Wald von Fontainebleau 50 km südlich von Paris erfundene Bouldern: das Klettern auf Felsblöcken, ohne Sicherung, nicht höher, als man ohne Verletzungsrisiko abspringen kann. 1978 löste Ron Kauk das Boulderproblem Midnight Lightning (V8) an einem Block auf dem Gelände des Klettercamps, an dem schon seit Jahren geübt wurde. Weiterer Ableger des Klettersports ist die Slackline-Variante Highline, bei der Bänder über einen Abgrund gespannt werden. Das Base-Jumping versuchte die Nationalparkverwaltung zu reglementieren, verbot es dann aber nach einigen tödlichen Unfällen ganz. In einer besonderen Art des Bungeespringens tat sich Dan Osman hervor, der statt des Gummiseils Kletterseile zum Auffangen des Sprungs in die Tiefe benutzte. 1998 starb er bei einem mehr als dreihundert Meter tiefen Sprung vom Leaning Tower durch einen Seilriß. Zu den im Yosemite-Park ausgeübten Extremsportarten gehört auch der Sprung mit der Wingsuit. Zu den waghalsigsten Wingsuit-Fliegern gehörte Dean Potter, der 2015 zusammen mit seinem Flugpartner Graham Hunt beim Versuch, durch eine Felslücke zu fliegen, abstürzte.

### Skisport
Am Badger Pass südlich des Haupttals an der Straße zum Glacier Point liegt ein kleines, aber traditionsreiches Wintersportgebiet. Es ist das älteste Skigebiet in Kalifornien und zugleich westlich des Mississippi Rivers. Die Skischule eröffnete 1928, die Ski Lodge 1935, der erste Lift im folgenden Jahr. Heute (Stand Winter 2015) hat das Gebiet fünf Lifte und zehn Pisten für den Abfahrtslauf, sowie 35 km gespurte Loipen für Skilanglauf.